# Список фараонів
Спи́сок фарао́нів — список правителів Стародавнього Єгипту, які традиційно звалися «фараонами». На початку переліку фігурують відомі сьогоднішнім єгиптологам правителі додинастичного періоду — кінець IV тисячоліття до н. е. Закінчується перелік з початком елліністичного періоду, коли країну завоював Александр Македонський у 332 році до н. е. Також є вступний підрозділ списку, присвячений міфічним правителям-богам, які, згідно з віруваннями давніх єгиптян, з самого початку панували над країною.
Титул «фараон» використовується для тих правителів Стародавнього Єгипту, які правили після об'єднання Верхнього і Нижнього Єгипту Нармером протягом раннього династичного періоду, приблизно в 3100 році до нашої ери. Проте цей титул не використовувався для звертання до царів Єгипту аж до їхних сучасникив 18-ї династії Нового царства, бл.1400 рік до нашої ери. 
Проблема написання імен. У списку імена фараонів подано за джерелами, автори яких передають їх найбільш традиційні форми, що з'явилося в результаті довільного, так званого, «шкільного» прочитання. Оригінальне написання імені фараона буває багатоваріантним і часто транскрибуються лише в теорії, яка з часом розвивається та оновлюється. Фонетика єгипетської мови вивчена погано, що також може призводити до кількох варіантів нарощування голосних звуків у багатьох іменах. У списку не вказано розбивки імен фараонів згідно з титулатурою: «Горове ім'я», «Ім'я Небті», «Золоте ім'я», «Тронне ім'я» і «Особисте ім'я» (див титулатуру кожного фараона в окремій статті про нього).
Проблема хронології. Численні дати, наведені в цьому списку, — приблизні, причому що давніше правив фараон, то, як правило, менша точність вказаної дати. Дослідники-єгиптологи по-різному оцінюють час правління різних фараонів і межі історичних періодів. У цьому переліку в основному використовуються три роботи з хронології: «Хронологія давнього світу» Еліаса Бікермана, «Хронологія фараонів Єгипту» німецького єгиптолога Юрґена фон Бекерата та «Хронологія Стародавнього Єгипту» — найсучасніша узагальнена наукова праця з хронології Єгипту під редакцією Е. Горнунґа, Р. Краусса і Д. Ворбертона (близько двадцяти авторів у виданні 2006 року).
Сучасна система хронології недосконала, у ній трапляються розбіжності на більш ніж 150 років, але поступово рівень неточності та помилок знижується. Найбільш ранньою з абсолютно точних дат можна вважати 674 р. до н. е. — дату вторгнення ассирійців у Єгипет, зафіксовану в багатьох класичних джерелах. Сьогодні дослідники Єгипту застосовують відносні способи датування, як-от послідовний чи серійний, орієнтуючись на археологічні артефакти: їх розташування в шарах розкопок, стиль і матеріал виготовлення. Можна застосовувати спосіб текстуальних посилань, а також науково-технічні методи датування: радіовуглецевий, термолюмінесцентний та дендрохронологічний.
Списки фараонів далекого минулого. Жителі Давнього Єгипту користувалися системою датування, в якій конкретні дати прив'язано до важливих подій та років правління того чи іншого фараона — так званих царствених років, а з приходом кожного нового фараона починали відлік з нуля. Нині невідомо, чи завжди давньоєгипетські писарі використовували у своїх записах календар з 365 днів (вони могли також брати за основу літочислення трохи довший сонячний рік). Ми не знаємо, як вони на практиці документували співправління, коли фараони і їхні спадкоємці впродовж короткого періоду правили спільно (неясно, як писарі розглядали періоди такого співправління з погляду хронології, та й чи взагалі розглядали). Крім того, згадувані дати астрономічних подій, які можуть здатися незаперечними, завжди залежать від місця, з якого велися спостереження, а таке місце майже завжди невідоме або спірне. Таким чином складалися довгі переліки правителів, нині відомі як «Царські списки», в яких фактично кожну дату можна поставити під сумнів. Проблема та завдання єгиптологів полягає в тому, щоб упровадити ці розрізнені списки в сучасну хронологічну систему задля створення цілісної картини подій історії Стародавнього Єгипту. Найвідоміші сьогоднішній науці «Царські списки»:
1. «Відбитки печаток лігва» (перша династія); знайдено на циліндровій печатці в гробниці Дена. У ньому перелічені всі царі першої династії від Нармера до Дена за їхніми іменами Гора.[5]
2. «Палермський камінь» (п'ята династія); близько XXV ст. до н. е. вирізаний на олівін-базальтовій плиті. Розбитий на шматки і тому сьогодні неповний. (Палермо, музей «Antonio Salinas»).
3. «Письмова дошка Гіза» (шоста династія); намальовані червоною, зеленою та чорними чорнилами на гіпсі та кедровій деревині. Дуже вибірково.
4. «Камінь із Південної Саккари» (шоста династія); висічений на чорній базальтовій плиті. Дуже вибірково.
5. «Карнакський царський список» (вісімнадцята династія); висічені на вапняку, храм Іпет-Ісут, Карнак, близько XV ст. до н. е. (Париж, Лувр).
6. «Абідоський список» храм Сеті I (дев'ятнадцята династія); висічені на вапняку. Дуже докладно, але без деяких царів з Першого перехідного періоду і всіх царів з Другого перехідного періоду Єгипту. Абідос, близько XIII ст. до н. е. (АРЄ, пам'ятки біля селища Ель-Араба-ель-Мадфуна).
7. «Абідоський список» храм Рамзеса II (дев'ятнадцята династія); висічені на вапняку. Абідос, близько XIII ст. до н. е. (Лондон, Британський музей).
8. «Список царів Рамессеума» (дев'ятнадцята династія); висічені на вапняку. Містить більшість фараонів Нового царства до Рамзеса II.
9. «Саккарський список — 1»  (дев'ятнадцята династія) — напівзатертий перелік фараонів VI династії на кришці базальтового саркофага Анхесенпепі I - дружини фараона Пепі I, близько XXIV-XXIII ст. до н. е.
10. «Саккарський список — 2» (дев'ятнадцята династія); гробниця будівничого Тунарі, Саккара, близько XIII ст. до н. е. (Каїр, Каїрський музей).
11. «Туринський царський папірус» (дев'ятнадцята династія); написаний червоним і чорним чорнилом на папірусі. Ймовірно, найповніший список королів в історії, на сьогодні пошкоджений, близько XII ст. до н. е. (Турин, Єгипетський музей у Турині).
12. «Список царів Медінета Хабу» (двадцята династія); висічений на вапняку і дуже схожий на Рамессеумський список царів.
13. Короткий перелік фараонів у Геродота в його «Історії», Книга II — «Евтерпа», V ст. до н. е.
14. «Історія Єгипту» Манефона, III ст. до н. е.; не збереглася, відомий за цитуванням деяких античних та ранньосередньовічних авторів: Йосип Флавій (I століття), Секст Юлій Африкан (III століття), Євсевій Кесарійський (III/IV століття), Іоанн Малала («Хронограф», VI століття), Георгій Сінкелл (VIII/IX століття).

## Божественна династія
| # | Зображення | Ім'я!  | Культура   |
| 1 |            | Пта    | ? Накада I |
| 2 |            | Ра     | ? Накада I |
| 3 |            | Шу     | ? Накада I |
| 4 |            | Геб    | ? Накада I |
| 5 |            | Осіріс | ? Накада I |
| 6 |            | Сет    | ? Накада I |
| 7 |            | Гор    | ? Накада I |
| 8 |            | Тот    | ? Накада I |
| 9 |            | Маат   | ? Накада I |

## Доісторичний період
- 500000—3000 рр. до н. е.

### Додинастичний період(00, 0 династії)
Додинастичний період закінчується приблизно в 3100 році. до н.е., коли Єгипет вперше був об’єднаний як єдина держава.
| 00 династія                                 |                      |                  |
| - періоди Накади ІІс/d1,2 та Накади ІІІа1,2 | (менш ніж 300 років) | — за Ф. Раффаеле |

Тут перегруповані додинастичні правителі Верхнього Єгипту, що належать до пізнього періоду Накада III, іноді неофіційно описуваного як Династія 00:
|            | Верхній Єгипет (об'єднання деяких номів) |                                |               | |
| Зображення | Ім'я                                     | Період правління               | Фаза культури | Археологічний опис                                                                                        |
|            | Ей (?)                                   | IV тисячоліття до н. е.        | Накада III    | Відомий лише з графіто, знайденого в західній пустелі в 2004 році. В іншому цей правитель не засвідчений. |
|            | «Мушля»                                  | IV тисячоліття до н. е.        | Накада III    | Існування цього царя дуже сумнівне.                                                                       |
| —          | [Риба]                                   | IV тисячоліття до н. е.        | Накада III    | Відомий лише з артефактів, які несуть його знак. Швидше за все, він ніколи не існував.                    |
|            | «Слон», Пен-абу                          | Кінець IV тисячоліття до н. е. | Накада III    | Швидше за все, ніколи не існувало.                                                                        |
|            | [Лелека]                                 | IV тисячоліття до н. е.        | Накада III    | Швидше за все ніколи не існувало.                                                                         |
|            | «Бик»                                    | IV тисячоліття до н. е.        | Накада III    | Швидше за все ніколи не існувало.                                                                         |
|            | «Скорпіон» I                             | Близько XXXIII ст. до н. е.    | Накада III    | Перший правитель Верхнього Єгипту.                                                                        |

|                                                                                                 |                                                                           |
| Начерк наскального рисунка з Гебель-Шейх-Сулеймана, де, ймовірно, згадано ім'я фараона «Слона». | Гробниця U-j, що належала фараону „Скорпіонові“ I (Абідос, Умм ель-Кааб). |

| Нульова династія                                                                        |                                     |                                                           |
| - періоди Накада IIIb1 і Накада IIIb2 - до 3000 р. до н. е. - до 3032/2982 рр. до н. е. | (бл. 150 років) (?) (бл. 150 років) | — за Ф. Раффаеле — за Е. Бікерманом — за Ю. фон Бекератом |

| Верхній Єгипет | Верхній Єгипет        | Нижній Єгипет                                                                                             | Нижній Єгипет           |
| Ім'я | Період правління      | Ім'я | Період правління        |
| Ні-Нейт, Гор-Ні-Нейт Накада IIIb1 (горизонт А): «Подвійний Сокіл» Ні-Гор, Гор-Ні, «Сокіл» II Пе-Гор Гат-Гор, Гор-Гат Геджу-Гор, Гор-Гедж, «Сокіл» I ? (Ірі-Гор, Гор-Ірі) Накада IIIb2/c1 (горизонт Б): Шендет, «Крокодил» Скорпіон II, Мін Г? Ірі-Гор, Гор-Ірі Ка, Гор-Ка, Гор-Сехенія Нармер, Нар | кін. IV тис. до н. е. | Сека, «Орач» Іуха, Хаіу Тіу Ітієш, «Завойовник земель» Нігеб, «Пов'язаний з плугом» Унегбу, Вазнер Іміхет | Кінець IV тис. до н. е. |

|                                                                                               |                                                                             | |                                                                       |
| Головне джерело імен додинастичних фараонів — «Палермський камінь» (музей «Antonio Salinas»). | Імовірно, ім'я Шендета на посудині з гробниці 1549 в Тархані (музей Петрі). | Деталь рельєфу булави «Скорпіона» II, з його зображенням, знайдена в Нехені / Гієраконполі (музей Ашмола). | Імовірно, ім'я Ка на посудині з гробниці 261 в Тархані (музей Петрі). |

## Династичний період

### Раннє царство(I, II династії)
Деякі сучасні єгиптологи (наприклад, Е. Горнунґ, Р. Краусс і Д. Ворбертон), на відміну від інших фахівців, зараховують до Раннього царства також III династію. Така розбіжність пояснюється тим, що поділ на Раннє та Стародавнє царства доволі умовний. У цьому переліку, згідно з найбільш усталеною в науці традицією, III династія належить до Стародавнього царства.
| - близько 3000 — 2778 рр. до н. е. - близько 3032/2982 — 2707/2657 рр. до н. е. - близько 2900–2545+25 рр. до н. е. | (бл. 222 років) (бл. 325 років) (бл. 355 років) | — за Е. Бікерманом — за Ю. фон Бекератом — за Е. Горнунґом, Р. Крауссом і Д. Ворбертоном (вони включають III династію) |

| I династія |                                     |                                                                                          |
| Відповідно до античної традиції, в повідомленнях авторів, що цитують Манефона, тривалість правління I династії 263 роки — за Секстом Юлієм Африканом та Йосипом Флавієм; інший варіант, 228 років — за Євсевієм Кесарійським. |                                     |                                                                                          |
| - близько 3000 — ? рр. до н. е. - близько 3032/2982 — 2853/2803 рр. до н. е. - близько 2900–2730+25 рр. до н. е. | (?) (бл. 179 років) (бл. 170 років) | — за Е. Бікерманом — за Ю. фон Бекератом — за Е. Горнунґом, Р. Крауссом і Д. Ворбертоном |

| Уживане в єгиптології ім'я | Хронологія                          | Хронологія             | Зіставлення з давніми списками фараонів         | Зіставлення з давніми списками фараонів | Зіставлення з давніми списками фараонів | Зіставлення з давніми списками фараонів |
| Уживане в єгиптології ім'я | Е. Горнунґ, Р. Краусс, Д. Ворбертон | Ю. фон Бекерат         | Античні автори, що цитують Манефона (+ Геродот) | «Туринський список»                     | «Саккарський список — 2»                | «Абідоський список — 2»                 |
| —                          | —                                   | —                      | —                                               | 2. 10. Мені                             | —                                       | —                                       |
| Нармер.                    | 1. 2900-?+25                        | —                      | 1. МенесАЄФ, МінГ 2. АтотісАЄФ, НарахоМ         | 2.11. Мені 2.12. Іт[і], Іт[еті]         | —                                       | 1. Мені 2. Теті                         |
| Ага                        | 2. ?-2870+25                        | 1. 3032/2982-3000/2950 | 1. МенесАЄФ, МінГ 2. АтотісАЄФ, НарахоМ         | 2.11. Мені 2.12. Іт[і], Іт[еті]         | —                                       | 1. Мені 2. Теті                         |
| Теті I                     | —                                   | 2. 3000/2950-2999/2949 | 1. МенесАЄФ, МінГ 2. АтотісАЄФ, НарахоМ         | 2.11. Мені 2.12. Іт[і], Іт[еті]         | —                                       | 1. Мені 2. Теті                         |
| Джер                       | 3. 2870–2823+25                     | 3. 2999/2949-2952/2902 | 3. КенхенесАЄФ                                  | 2.13. [Іті], [Ітеті]                    | —                                       | 3. Ітті, Ітеті                          |
| —                          | —                                   | —                      | —                                               | 2.14…….                                 | —                                       | —                                       |
| Уаджі, Джет                | 4. 2822–2815+25                     | 4. 2952/2902-2939/2889 | 4. УенефесАЄФ, БабенефесЄ                       | 2.15. [Іт]-Тіу                          | —                                       | 4. Іта                                  |
| Мерітнейтцариця            | —                                   | —                      | —                                               | —                                       | —                                       | —                                       |
| Ден, Удіму                 | 5. 2814–2772+25                     | 5. 2939/2889-2892/2842 | 5. УсафаїдосА, УсафаїсЄФ                        | 2.16. Семті, Кенті                      | —                                       | 5. Спаті, Сепаті                        |
| Аджіб, Анеджіб             | 6. 2771–2764+25                     | 6. 2892/2842-2886/2836 | 6. МієбідосАФ, МієбісЄ                          | 2.17. Мер-герег-пен                     | 1. Мері-біа-пен                         | 6. Мері-біа-п(у)                        |
| Семерхет                   | 7. 2763–2756+25                     | 7. 2886/2836-2878/2828 | 7. Семемпсес АЄФ, МемпсесЄ                      | 2.18. Семсем                            | —                                       | 7. Семсу                                |
| «Птах»                     | —                                   | —                      | —                                               | —                                       | —                                       | —                                       |
| Каа                        | 8. 2755–2732+25                     | 8. 2878/2828-2853/2803 | 8. БієнехесАФ, Убієнхіс Є                       | 2.19. [Ке]беху                          | 2. Кебеху                               | 8. Кебех                                |
| Сенеферка, Неферсека       | —                                   | —                      | —                                               | —                                       | —                                       | —                                       |

|                                                                              |                                                                     |                                                   |                                        |                                                                            |                                                                  |                                                                      |                                                                     |
| Нармер побиває правителя ворогів (палета Нармера, алеврит, Каїрський музей). | Частина посудини з Абідоса з іменем Аги (фаянс, Британський музей). | Стела з Абідоса з іменем Джера (Каїрський музей). | Стела з Абідоса з іменем Уаджі (Лувр). | Ден побиває азійське плем'я (бирка із слонової кістки, Британський музей). | Відбиток із Абідоса, з іменем Аджиба (глина, Британський музей). | Святкування Семерхета (бирка зі слонової кістки, Британський музей). | Стела з Абідоса з іменем Каа (музей Пенсильванського університету). |

| II династія |                                     |                                                                                          |
| Відповідно до античної традиції, в повідомленнях авторів, що цитують Манефона, тривалість правління II династії 332 роки — за Секстом Юлієм Африканом та Йосипом Флавієм. |                                     |                                                                                          |
| - ? — близько 2778 р. до н. е. - близько 2853/2803 — 2707/2657 рр. до н. е. - близько 2730–2590+25 рр. до н. е.                                                           | (?) (бл. 146 років) (бл. 140 років) | — за Е. Бікерманом — за Ю. фон Бекератом — за Е. Горнунґом, Р. Крауссом і Д. Ворбертоном |

| Уживане в єгиптології ім'я | Хронологія                          | Хронологія              | Зіставлення з давніми списками фараонів | Зіставлення з давніми списками фараонів | Зіставлення з давніми списками фараонів | Зіставлення з давніми списками фараонів |
| Уживане в єгиптології ім'я | Е. Горнунґ, Р. Краусс, Д. Ворбертон | Ю. фон Бекерат          | Античні автори, що цитують Манефона     | «Туринський список»                     | «Саккарський список — 2»                | «Абідоський список — 2»                 |
| Хотепсехемуї               | 1. 2730-?+25                        | 1. 2853/2803-2825/2775  | 1. БоетосАФ, БохосЄ                     | 2.20. […]-бау-[нечер]                   | 3. Бау-нечер                            | 9. Беджая                               |
| Ранеб, Небра               | 2. ?-2700+25                        | 2. 2825/2775-2810/2760  | 2. КаєхосАФ, КайхусЄ                    | 2.21. [Ка]-кау                          | 4. Ка-кау                               | 10. Ка-кау                              |
| Нінечер                    | 3. 2700–2660+25                     | 3. 2810/2760-2767/2717  | 3. БінотрісАФ, БіофісЄ                  | 2.22. [Ба]-ні-нечер                     | 5. Ба-нечер                             | 11. Ба-ні-нечер                         |
| Унег, Венег                | —                                   | 4. 2767/2717-2760/2710  | 4. ТласАФ, Тласс?                       | 2.23. [Уадж-н]-ес                       | 6. Уаджіас                              | 12. Уаджинес                            |
| Сехет                      | —                                   | —                       | —                                       | —                                       | —                                       | —                                       |
| Перібсен                   | 4. 2660–2650+25                     | 9. ↓ ?-?                | 6. Хайрес ?                             | —                                       | —                                       | —                                       |
| Сехеміб                    | 5. 2650-?+25                        | 5. 2760/2710-2749/2699  | 5. Сетенес ?                            | —                                       | —                                       | —                                       |
| Сенед                      | 6. ?-2610+25                        | —                       | 5. СетенесАФ                            | 2.24. Сенедж                            | 7. Сенед                                | 13. Сенедж                              |
| Нубнефер, Небунефер.       | —                                   | —                       | 6. ХайресАФ                             | —                                       | —                                       | —                                       |
| Неферкара I                | —                                   | 6. 2749/2699-2744/2694  | 7. НеферхересАФ                         | 2.25. Аа-ка                             | 8. Нефер-ка-ра                          | —                                       |
| Неферкасокар               | —                                   | 7. 2744/2694-2736/2686  | 8. СесохрісАЄФ                          | 3.1. Нефер-ка-сокар                     | 9. Нефер-ка-сокар                       | —                                       |
| Гуджефа I                  | —                                   | 8. 2736/2686-2734/2684  | 8. Сесохріс ?                           | 3.2. Гу-джефу                           | 10. Гу-джефу                            | —                                       |
| Хасехемуї                  | 7. 2610–2593+25                     | 10. 2734/2684-2707/2657 | 9. ХенерісАФ                            | 3.3. Бебті                              | 11. Бебі                                | 14. Джаджа[теп]і                        |
| Са, Ба                     | —                                   | —                       | —                                       | —                                       | —                                       | —                                       |

|                                                             |                                               |                                                               |                                                            |                                                         |                                                                  |                                                                |                                                             |
| Циліндр з іменем Хетепсехемуї (кістка, Бруклінський музей). | Стела з іменем Ранеба (музей «Метрополітен»). | Фрагмент посудини з іменем Нінечера (Каїрський музей Єгипту). | Картуш Унега з «Абідоського списку» (Абідос, храм Сеті I). | Стела з Абідоса з іменем Перібсена (Британський музей). | Осколок посудини з іменем Сехеміба (кальцит, Британський музей). | Картуш Сенеда на дверях гробниці вельможі Шері (музей Ашмола). | Частина статуї Хасехемуї, що сидить (вапняк, музей Ашмола). |

### Стародавнє царство(III, IV, V, VI, VII, VIII династії)
| - 2778–2220 рр. до н. е. - близько 2707/2657-2170/2120 рр. до н. е.. - близько 2543–2120+25 рр. до н. е. | (558 років) (бл. 537 років) (бл. 423 років) | — за Е. Бікерманом — за Ю. фон Бекератом — за Е. Горнунґом, Р. Крауссом і Д. Ворбертоном |

| III династія |                                          |                                                                                          |
| У цьому списку, за найбільш усталеною в єгиптології традицією, III династію зараховано до Стародавнього царства. Однак у деяких сучасних працях у галузі єгипетської хронології цю династію зараховують до Раннього царства (наприклад, у Е. Горнунґа, Р. Краусса і Д. Ворбертона). |                                          |                                                                                          |
| - 2778–2723 рр. до н. е.. - близько 2707/2657-2639/2589 рр. до н. е.. - близько 2592–2544+25 рр. до н. е.. | (55 років) (бл. 68 років) (бл. 48 років) | — за Е. Бікерманом — за Ю. фон Бекератом — за Е. Горнунґом, Р. Крауссом і Д. Ворбертоном |

| Уживане в єгиптології ім'я | 'Хронологія '                       | 'Хронологія '          | Зіставлення з давніми списками фараонів | Зіставлення з давніми списками фараонів | Зіставлення з давніми списками фараонів | Зіставлення з давніми списками фараонів |
| Уживане в єгиптології ім'я | Е. Горнунґ, Р. Краусс, Д. Ворбертон | Ю. фон Бекерат         | Античні автори, що цитують Манефона     | «Туринський список»                     | «Саккарський список — 2»                | «Абідоський список — 2»                 |
| Небка, Санахт              | —                                   | 1. 2707/2657-2690/2640 | 1. НехерофесА, НехерохісЄ               | 3.4. Неб-ка                             | —                                       | 15. Неб-ка                              |
| Джосер, Нечеріхет          | 1. 2592–2566+25                     | 2. 2690/2640-2670/2620 | 2. ТосортросА,СесортосЄ                 | 3.5. Джосер-іт                          | 12. Джосер                              | 16….-Джосер-са                          |
| Сехемхет                   | 2. 2565–2559+25                     | 3. 2670/2620-2663/2613 | 3. Туріс А                              | 3.6. Джосер-ті                          | 13. Джосер-теті                         | 17. Теті                                |
| Гуджефа II .               | —                                   | —                      | —                                       | 3.7. […-джеф]а                          | —                                       | 18. Седжес                              |
| Хаба, Хаба                 | 3. 2559-?+25                        | 4. 2663/2613-?         | 4. МесохрісА,МомхейріЕ                  | —                                       | —                                       | —                                       |
| Небкара                    | —                                   | —                      | —                                       | —                                       | 14. Неб-ка-ра ?                         | —                                       |
| Неферкаре                  | —                                   | —                      | —                                       | —                                       | —                                       | 19. Нефер-ка-ра ?                       |
| Небка, Неферкара-Небка     | 4. ?-?+25                           | 5. 2952/2902-2939/2889 | 5. СоуфісА, СтойфосЄ                    | —                                       | 14. Неб-ка-ра                           | 19. Нефер-ка-ра                         |
| —                          | —                                   | —                      | 6. Тосертасіс                           | —                                       | —                                       | —                                       |
| Гуні, Гу, Агу, Несугу      | 5. ?-2544+25                        | 6. ?-2639/2589         | 7. АхесА, Марес Є                       | 3.8. Гуні […]                           | 15. Гуні                                | —                                       |
| Кагеджет .                 | —                                   | —                      | 8. СефоурісА, АноуфісЄ                  | —                                       | —                                       | —                                       |
| Кагеджет .                 | —                                   | —                      | 9. КерфересА                            | —                                       | —                                       | —                                       |

|                                                                | |                                                     |                                                                       |                                                                      | |                                                                   |
| Картуш Небки з «Абідоського списку — 2» (Абідос, храм Сеті I). | фрагмент рельєфу з Синайського півострова, який зображає Санахта (Небку), що перемагає ворогів (Британський музей). | Джосер (статуя з Саккари, вапняк, Каїрський музей). | Шестиступенева піраміда Джосера в некрополі Мемфіса (селище Саккара). | Залишки піраміди Сехемхета в некрополі Мемфіса (комплекс у Саккарі). | Чаша з іменем Хаби з некрополя Мемфіса в Завієт-ель-Аріані (доломіт, Бостонський музей образотворчого мистецтва). | Гуні (голова статуї — ймовірно Гуні, граніт, Бруклінський музей). |

| IV династія                                                                                             |                                             |                                                                                          |
| - 2723–2563 рр. до н. е. - близько 2639/2589-2504/2454 рр. до н. е. - близько 2543–2436+25 рр. до н. е. | (160 років) (бл. 135 років) (бл. 107 років) | — за Е. Бікерманом — за Ю. фон Бекератом — за Е. Горнунґом, Р. Крауссом і Д. Ворбертоном |

| Уживане в єгиптології ім'я | Хронологія                          | Хронологія             | Зіставлення з давніми списками фараонів         | Зіставлення з давніми списками фараонів | Зіставлення з давніми списками фараонів | Зіставлення з давніми списками фараонів | Зіставлення з давніми списками фараонів |
| Уживане в єгиптології ім'я | Е. Горнунґ, Р. Краусс, Д. Ворбертон | Ю. фон Бекерат         | Античні автори, що цитують Манефона (+ Геродот) | «Туринський список»                     | «Саккарський список — 2»                | «Абідоський список — 2»                 | «Карнакський список»                    |
| Снофру, Снефру             | 1. 2543–2510+25                     | 1. 2639/2589-2604/2554 | 1. СорісА                                       | 3.9. Снефер                             | 16. Се-Неферу                           | 20. Се-Неферу                           | 2. Снефер                               |
| Хуфу                       | 2. 2509–2483+25                     | 2. 2604/2554-2581/2531 | 2. Суфіс I А,Є, Хеопс Г                         | 3.10. [Хуфу]                            | 17. Хуфу                                | 21. Хуфу                                | —                                       |
| Джедефра, Раджедеф         | 3. 2482–2475+25                     | 3. 2581/2531-2572/2522 | 5. ↓ РатойсесА                                  | 3.11. [Джедеф-ра]                       | 18. Джедеф-ра                           | 22. Джедеф-ра                           | —                                       |
| Хафра, Рахаф               | 5. ↓ 2472–2448+25                   | 4. 2572/2522-2546/2496 | 3. ↑ Суфіс II А, Хефрен Г                       | 3.12. […]-ха-[…]                        | 19. Хаф-ра                              | 23. Хаф-ра                              | —                                       |
| Бака, Бакара               | 4. ↑ 2474–2473+25                   | 5. 2546/2496-2539/2489 | 6. ↓ БіхерісА,БіурісЕ                           | 3.13. [Бака…]                           | 20. [………]                               | —                                       | —                                       |
| Менкаура                   | 6. 2447–2442+25                     | 6. 2539/2489-2511/2461 | 4. ↑ МенхересА,Мікерин Г                        | 3.14. [Мен-кау-ра]                      | 21. […-кау-ра]                          | 24. Мен-кау-ра                          | —                                       |
| Шепсескаф                  | 7. 2441–2436+25                     | 7. 2511/2461-2506/2456 | 7. СеберхерісА, Асіхіс Г?                       | 3.15. [Шепсес-ка-ф…]                    | 22. [………]                               | 25. Шепсес-ка-ф                         | —                                       |
| Джедефптах                 | —                                   | 8. 2506/2456-2504/2454 | 8. ТамфтісА                                     | 3.16. [Джедеф-пта]                      | 23. [………]                               | —                                       | —                                       |
| —                          | —                                   | —                      | —                                               | —                                       | 24. [………]                               | —                                       | —                                       |

|                                           |                                                              | |                                                                                                  |                                                                   |                                                     |                                                                                 |                                                                       |
| Снофру (статуя, вапняк, Каїрський музей). | Хуфу (статуетка з Абідоса, слонова кістка, Каїрський музей). | Піраміда Хуфу, найбільша з єгипетських пірамід, одне з семи чудес світу античності (будівельний матеріал — вапнякові блоки, Гіза). | Джедефра (голова сфінкса з обличчям фараона, знайдена біля піраміди Джедефра в Абу-Роаші (Лувр). | Похилий прохід до піраміди Баки (фото 1912 р., Завієт-ель-Аріан). | Хефрен (статуя з Мемфіса, діорит, Каїрський музей). | Менкаура (статуя з Гізи, граувака, Бостонський музей образотворчого мистецтва). | Мастаба Шепсескафа в некрополі Мемфіса (комплекс «Південна Саккара»). |

| V династія                                                                                              |                                             |                                                                                          |
| - 2563–2423 рр. до н. е. - близько 2504/2454-2347/2297 рр. до н. е. - близько 2435–2306+25 рр. до н. е. | (140 років) (бл. 157 років) (бл. 129 років) | — за Е. Бікерманом — за Ю. фон Бекератом — за Е. Горнунґом, Р. Крауссом і Д. Ворбертоном |

| Уживане в єгиптології ім'я          | Хронологія                          | Хронологія              | Зіставлення з давніми списками фараонів | Зіставлення з давніми списками фараонів | Зіставлення з давніми списками фараонів | Зіставлення з давніми списками фараонів | Зіставлення з давніми списками фараонів |
| Уживане в єгиптології ім'я          | Е. Горнунґ, Р. Краусс, Д. Ворбертон | Ю. фон Бекерат          | Античні автори, що цитують Манефона     | «Туринський список»                     | «Саккарський список — 2»                | «Абідоський список — 2»                 | «Карнакський список»                    |
| Усеркаф                             | 1. 2435–2429+25                     | 1. 2504/2454-2496/2446  | 1. УсерхересА                           | 3.17. [Усер]-ка[ф]                      | 25. Усер-ка[ф]                          | 26. Усер-каф                            | —                                       |
| Сахура                              | 2. 2428–2416+25                     | 2. 2496/2446-2483/2433  | 2. СефресА                              | 3.18. [Саху-ра]                         | 26. Саху-ра                             | 27. Саху-ра                             | 3. Саху-ра                              |
| Неферірікара I, Неферірікара, Какаї | 3. 2415–2405+25                     | 3. 2483/2433-2463/2413  | 3. НеферхересА                          | 3.19. [Нефер-ірі-ка-ра], [Какау]        | 27. Нефер-ірі-ка-ра                     | 28. Какаї                               | —                                       |
| Шепсескара                          | 5. ↓ 2403+25                        | 4. 2463/2413-2456/2406  | 4. СісіресА                             | 3.20. [Шепсес-ка-ра]                    | 28. Шепсес-ка-ра                        | —                                       | —                                       |
| Неферефра, Ісі, Ранефереф           | 4. ↑ 2404+25                        | 5. 2456/2406-2445/2395  | 5. ХересА                               | 3.21. [Нефер-еф-ра]                     | 29. Хай-нефер-ра                        | 29. Нефер-еф-ра                         | —                                       |
| Ніусерра, Іні                       | 6. 2402–2374+25                     | 6. 2445/2395-2414/2364  | 6. РаторесА                             | 3.22. [Ні-усер-ра]                      | —                                       | 30. Ні-усер-ра                          | 4. Іні                                  |
| Менкаухор                           | 7. 2373–2366+25                     | 7. 2414/2364-2405/2355  | 7. МенхересА                            | 3.23. Мен-ка-хор                        | 30. Мен-ка-хор                          | 31. Мен-кау-хор                         | —                                       |
| Джедкара, Джедкара, Ісесі           | 8. 2365–2322+25                     | 8. 2405/2355-2367/2317  | 8. ТанхересА                            | 3.24. Джед-\< ка-ра >                   | 31. Маат-ка-ра                          | 32. Джед-ка-ра                          | 5. Ісесі                                |
| Уніс, Унас                          | 9. 2321–2306+25                     | 9. 2367/ 2317–2347/2297 | 9. ОнносА                               | 3.25. Уніс                              | 32. Уніс                                | 33. Уніс                                | —                                       |

|                                                                |                                                         |                                                                                           |                                                             |                                                      |                                                |                                                                                  |                                                        |
| Усеркаф (голова загубленої статуї, граувака, Каїрський музей). | Сахура (голова статуї, Музей мистецтва «Метрополітен»). | Фрагменти ритуальної вази, з картушем фараона Неферірікари (Єгипетський музей у Берліні). | Неферефра (пофарбована статуетка, вапняк, Каїрський музей). | Ніусерра (голова і торс статуї, Бруклінський музей). | Менкаухор (статуя з Мемфіса, Каїрський музей). | Печатка з імененем Джедкара (золото, Бостонський музей образотворчого мистецтва) | Стела з іменем Унаса в Саккарському комплексі пірамід. |

| VI династія                                                                                          |                                            |                                                                                          |
| - 2423–2263 рр. до н. е. - близько 2347/2297-2216/2166 рр. до н. е. - близько 2305–2150 рр. до н. е. | (160 років) (бл. 131 року) (бл. 155 років) | — за Е. Бікерманом — за Ю. фон Бекератом — за Е. Горнунґом, Р. Крауссом і Д. Ворбертоном |

| Уживане в єгиптології ім'я              | Хронологія                          | Хронологія             | Зіставлення з давніми списками фараонів         | Зіставлення з давніми списками фараонів | Зіставлення з давніми списками фараонів | Зіставлення з давніми списками фараонів | Зіставлення з давніми списками фараонів |
| Уживане в єгиптології ім'я              | Е. Горнунґ, Р. Краусс, Д. Ворбертон | Ю. фон Бекерат         | Античні автори, що цитують Манефона (+ Геродот) | «Туринський список»                     | «Саккарський список — 2»                | «Абідоський список — 2»                 | «Карнакський список»                    |
| Теті II                                 | 1. 2305–2279+25                     | 1. 2347/2297-2337/2287 | 1. ОтоесА                                       | 4.1. [Теті…]                            | 33. Теті                                | 34. Теті                                | 14. [………]                               |
| Усеркара                                | 2. ?-?+25                           | 2. 2337/2287-2335/2285 | —                                               | 4.2. [Усер-ка-ра…]                      | —                                       | 35. Усер-ка-ра                          | —                                       |
| Пепі I, Піопі I, Пепі Меріра            | 3. 2276–2228+25                     | 3. 2335/2285-2285/2235 | 2. ФіосА                                        | 4.3. [Мерії-ра…]                        | 34. Пепі                                | 36. Мері-ра                             | 15. Пепі ?                              |
| Немтіємсаф I, Меренра I                 | 4. 2227–2217+25                     | 4. 2285/2235-2279/2229 | 3. МетусуфісА                                   | 4.4. [Немті-ем-Саф…]                    | 35. Мер-ен-ра                           | 37. Мер-ен-ра                           | 16. Мер-ен-ра ?                         |
| Пепі II,Піопі II, Пепі Неферкара        | 5. 2216–2153+25                     | 5. 2279/2229-2219/2169 | 4. ФіопсА                                       | 4.5. [Нефер-ка-ра…]                     | 36. Нефер-ка-ра                         | 38. Нефер-ка-ра                         | 15. Пепі ?                              |
| Немтіємсаф II, Меренра II               | 6. 2152+25                          | 6. 2219/2169-2218/2168 | 5. МентесуфісА                                  | 4.6. [Немті-ем-Саф…]                    | —                                       | 39. Мер-ен-ра-са-ем-Саф                 | 16. Мер-ен-ра ?                         |
| —                                       | —                                   | —                      | —                                               | 4.7. [………]                              | —                                       | —                                       | —                                       |
| Нейт-ікерті (цариця) Нейт-ікерті Саптах | —                                   | 7. 2218/2168-2216/2166 | 6. НітокріяГ                                    | 4.8. Нейт-ікерті […]                    | —                                       | —                                       | —                                       |
| Нейт-ікерті (цариця) Нейт-ікерті Саптах | —                                   | —                      | —                                               | 4.8. Нейт-ікерті […]                    | —                                       | —                                       | —                                       |

|                                                                   |                                                        |                                                  |                                                                              |                                              |                                                   |                                                                        |
| Систр з іменами Теті II (кальцит, Музей мистецтва «Метрополітен») | Саркофаг Теті II в його піраміді (комплекс у Саккарі). | Пепі I (фрагмент статуї, мідь, Каїрський музей). | Пепі IабоНемтіємсаф I (статуя з Нехена/Гієраконполя, мідь, Каїрський музей). | Піраміда Немтіємсафа I (комплекс в Саккарі). | Пепі II (статуетка, кальцит, Бруклінський музей). | Написання імені Пепі II в «Саккарському списку — 2» (Каїрський музей). |

| VII династія |
| (деякі дослідники починають відлік Першого перехідного періоду з VII династії, в цьому списку він починається з IX династії) |

| Уживане в єгиптології ім'я | Хронологія                                                                       | Хронологія | Хронологія                                | Зіставлення з давніми списками фараонів                                                                                    | Зіставлення з давніми списками фараонів | Зіставлення з давніми списками фараонів | Зіставлення з давніми списками фараонів         |
| Уживане в єгиптології ім'я | Е. Горнунґ, Р. Краусс, Д. Ворбертон                                              | Ю. фон Бекерат | Е. Бікерман                               | Античні автори, що цитують Манефона                                                                                        | «Туринський список»                     | «Саккарський список — 2»                | «Абідоський список — 2»                         |
| У сучасній науково-популярній літературі часто наводять списки фараонів, де до VII династії належать близько 11 перших правителів VIII династії. | Е. Горнунґ, Р. Краусс і Д. Ворбертон пропускають цю династію у своїй хронології. | Ю. фон Бекерат не вказує фараонів цієї династії, лише посилається на Манефона, згідно з яким, VII династія правила упродовж 70 днів. | Е. Бікерман вважає цю династію фіктивною. | Юлій Африкан пише про 70 фараонів, що правили 70 днів. Євсевій Кесарійський пише про п'ятьох фараонів, що правили 75 днів. | —                                       | —                                       | Іноді сюди зараховують фараонів з № 40 по № 50. |

| VIII династія                                                                                           |                                         |                                                                                          |
| - 2263–2220 рр. до н. е. - близько 2216/2166-2170/2120 рр. до н. е. - близько 2150–2118+25 рр. до н. е. | (43 роки) (бл. 46 років) (бл. 32 років) | — за Е. Бікерманом — за Ю. фон Бекератом — за Е. Горнунґом, Р. Крауссом і Д. Ворбертоном |

| Уживане в єгиптології ім'я        | Хронологія                          | Хронологія                                    | Хронологія | Зіставлення з давніми списками фараонів                                                                              | Зіставлення з давніми списками фараонів | Зіставлення з давніми списками фараонів | Зіставлення з давніми списками фараонів |
| Уживане в єгиптології ім'я        | Е. Горнунґ, Р. Краусс, Д. Ворбертон | Ю. фон Бекерат                                | Д. Редфорд | Античні автори, що цитують Манефона                                                                                  | «Туринський список»                     | «Саккарський список — 2»                | «Абідоський список — 2»                 |
| Нечерікара, Нечеркара             | —                                   | Ю. фон Бекерат вказує 17 фараонів (без імен). | —          | Юлій Африкан вказує 27 фараонів, що правили 176 років. Євсевій Кесарійський вказує 5 фараонів, що правили 100 років. | —                                       | —                                       | 40. Нечері-ка-ра                        |
| Менкара                           | —                                   | Ю. фон Бекерат вказує 17 фараонів (без імен). | —          | Юлій Африкан вказує 27 фараонів, що правили 176 років. Євсевій Кесарійський вказує 5 фараонів, що правили 100 років. | —                                       | —                                       | 41. Мен-ка-ра                           |
| Неферкара III                     | —                                   | Ю. фон Бекерат вказує 17 фараонів (без імен). | —          | Юлій Африкан вказує 27 фараонів, що правили 176 років. Євсевій Кесарійський вказує 5 фараонів, що правили 100 років. | —                                       | —                                       | 42. Нефер-ка-ра                         |
| Неферкара IV, Неферкара Небі      | —                                   | Ю. фон Бекерат вказує 17 фараонів (без імен). | —          | Юлій Африкан вказує 27 фараонів, що правили 176 років. Євсевій Кесарійський вказує 5 фараонів, що правили 100 років. | —                                       | —                                       | 43. Небі                                |
| Джедкара II Шемаї                 | —                                   | Ю. фон Бекерат вказує 17 фараонів (без імен). | —          | Юлій Африкан вказує 27 фараонів, що правили 176 років. Євсевій Кесарійський вказує 5 фараонів, що правили 100 років. | —                                       | —                                       | 44. Джед-ка-ра-шемаї                    |
| Неферкара V Хенду                 | —                                   | Ю. фон Бекерат вказує 17 фараонів (без імен). | —          | Юлій Африкан вказує 27 фараонів, що правили 176 років. Євсевій Кесарійський вказує 5 фараонів, що правили 100 років. | —                                       | —                                       | 45. Нефер-ка-ра-хенду                   |
| Меренхор                          | —                                   | Ю. фон Бекерат вказує 17 фараонів (без імен). | —          | Юлій Африкан вказує 27 фараонів, що правили 176 років. Євсевій Кесарійський вказує 5 фараонів, що правили 100 років. | —                                       | —                                       | 46. Мері-ен-хор                         |
| Неферкамін I                      | —                                   | Ю. фон Бекерат вказує 17 фараонів (без імен). | —          | Юлій Африкан вказує 27 фараонів, що правили 176 років. Євсевій Кесарійський вказує 5 фараонів, що правили 100 років. | —                                       | —                                       | 47. Снефер-ка                           |
| Нікара                            | —                                   | Ю. фон Бекерат вказує 17 фараонів (без імен). | —          | Юлій Африкан вказує 27 фараонів, що правили 176 років. Євсевій Кесарійський вказує 5 фараонів, що правили 100 років. | —                                       | —                                       | 48. Ні-ка-ра                            |
| Неферкара VI Тереру               | —                                   | Ю. фон Бекерат вказує 17 фараонів (без імен). | —          | Юлій Африкан вказує 27 фараонів, що правили 176 років. Євсевій Кесарійський вказує 5 фараонів, що правили 100 років. | —                                       | —                                       | 49. Нефер-ка-ра-тереру                  |
| Неферкагор                        | —                                   | Ю. фон Бекерат вказує 17 фараонів (без імен). | —          | Юлій Африкан вказує 27 фараонів, що правили 176 років. Євсевій Кесарійський вказує 5 фараонів, що правили 100 років. | —                                       | —                                       | 50. Нефер-ка-хор                        |
| Неферкара VII Пепі-сенеб          | —                                   | Ю. фон Бекерат вказує 17 фараонів (без імен). | 2183-2182  | Юлій Африкан вказує 27 фараонів, що правили 176 років. Євсевій Кесарійський вказує 5 фараонів, що правили 100 років. | 4.9. Нефер-ка молодший                  | —                                       | 51. Нефер-ка-ра Пепі-сенеб              |
| Неферкамін II Ану                 | —                                   | Ю. фон Бекерат вказує 17 фараонів (без імен). | 2182-2181  | Юлій Африкан вказує 27 фараонів, що правили 176 років. Євсевій Кесарійський вказує 5 фараонів, що правили 100 років. | 4.10. Нефер-[ка-мен…]                   | —                                       | 52. Нефер-ка-мен-ану                    |
| Какаура Ібі I                     | —                                   | Ю. фон Бекерат вказує 17 фараонів (без імен). | 2181-2176  | Юлій Африкан вказує 27 фараонів, що правили 176 років. Євсевій Кесарійський вказує 5 фараонів, що правили 100 років. | 4.11. Ібі […]                           | —                                       | 53. Ка-ка-ра                            |
| Неферкаура                        | 1. 2126–2113+25                     | Ю. фон Бекерат вказує 17 фараонів (без імен). | —          | Юлій Африкан вказує 27 фараонів, що правили 176 років. Євсевій Кесарійський вказує 5 фараонів, що правили 100 років. | 4.12. [………] 4.13. [………] 4.14. [………]     | —                                       | 54. Нефер-кау-ра                        |
| Неферкаугор, Неферкаухор Хуїухапі | 2. 2122–2120+25                     | Ю. фон Бекерат вказує 17 фараонів (без імен). | —          | Юлій Африкан вказує 27 фараонів, що правили 176 років. Євсевій Кесарійський вказує 5 фараонів, що правили 100 років. | 4.12. [………] 4.13. [………] 4.14. [………]     | —                                       | 55. Нефер-кау-хор                       |
| Неферірікара II                   | 3. 2119–2118+25                     | Ю. фон Бекерат вказує 17 фараонів (без імен). | —          | Юлій Африкан вказує 27 фараонів, що правили 176 років. Євсевій Кесарійський вказує 5 фараонів, що правили 100 років. | 4.12. [………] 4.13. [………] 4.14. [………]     | —                                       | 56. Нефер-ірі-ка-ра                     |

|                                                                                     |  |
| Картуші 17 фараонів VIII династії з «Абідоського списку — 2» (Абідос, храм Сеті I). |  |

### Перший перехідний період(IX, X династії)
| (деякі дослідники починають відлік Першого перехідного періоду не з IX, а з VII династії)                  |                                                     |                                                                                          |
| - 2220–2070/40 рр. до н. е. - близько 2170/2120-2025/2020 рр. до н. е. - близько 2118–1980+25 рр. до н. е. | (150/180 років) (бл. 100/145 років) (бл. 140 років) | — за Е. Бікерманом — за Ю. фон Бекератом — за Е. Горнунґом, Р. Крауссом і Д. Ворбертоном |

| IX династія                                                                            |             |                                                                                          |
| (також називається Гераклеопольською династією)                                        |             |                                                                                          |
| - 2220-? рр. до н. е. - близько 2170/2120-? рр. до н. е. - близько 2118-? рр. до н. е. | (?) (?) (?) | — за Е. Бікерманом — за Ю. фон Бекератом — за Е. Горнунґом, Р. Крауссом і Д. Ворбертоном |

| Ім'я              | Хронологія                                                                                                   | Хронологія                                                                           | Зіставлення з давніми списками фараонів | Зіставлення з давніми списками фараонів                                                                                     | Зіставлення з давніми списками фараонів | Зіставлення з давніми списками фараонів | Зіставлення з давніми списками фараонів |
| Ім'я              | Е. Горнунґ, Р. Краусс, Д. Ворбертон                                                                          | Ю. фон Бекерат                                                                       | Античні автори, що цитують Манефона     | Античні автори, що цитують Манефона                                                                                         | «Туринський список»                     | «Саккарський список — 2»                | «Абідоський список — 2»                 |
| Хеті I            | У хронології Е. Горнунґа, Р. Краусса, Д. Ворбертона немає даних про кількість фараонів та роки їх правління. | Ю. фон Бекерат об'єднує цю династію з X-ою і вказує для обох 18 фараонів (без імен). | Ахтой I                                 | Юлій Африкан вказує 19 фараонів, що правили 409 років. Євсевій Кесарійський вказує чотирьох фараонів, що правили 100 років. | 4.18. [………]                             | —                                       | —                                       |
| Хеті I            | У хронології Е. Горнунґа, Р. Краусса, Д. Ворбертона немає даних про кількість фараонів та роки їх правління. | Ю. фон Бекерат об'єднує цю династію з X-ою і вказує для обох 18 фараонів (без імен). | Ахтой I                                 | Юлій Африкан вказує 19 фараонів, що правили 409 років. Євсевій Кесарійський вказує чотирьох фараонів, що правили 100 років. | 4.19. [………]                             | —                                       | —                                       |
| Неферкара VII     | У хронології Е. Горнунґа, Р. Краусса, Д. Ворбертона немає даних про кількість фараонів та роки їх правління. | Ю. фон Бекерат об'єднує цю династію з X-ою і вказує для обох 18 фараонів (без імен). | —                                       | Юлій Африкан вказує 19 фараонів, що правили 409 років. Євсевій Кесарійський вказує чотирьох фараонів, що правили 100 років. | 4.20. Нефер-ка-ра                       | —                                       | —                                       |
| Хеті II           | У хронології Е. Горнунґа, Р. Краусса, Д. Ворбертона немає даних про кількість фараонів та роки їх правління. | Ю. фон Бекерат об'єднує цю династію з X-ою і вказує для обох 18 фараонів (без імен). | Ахтой II                                | Юлій Африкан вказує 19 фараонів, що правили 409 років. Євсевій Кесарійський вказує чотирьох фараонів, що правили 100 років. | 4.21. Хеті, Хет-і[ті]                   | —                                       | —                                       |
| Сененех…          | У хронології Е. Горнунґа, Р. Краусса, Д. Ворбертона немає даних про кількість фараонів та роки їх правління. | Ю. фон Бекерат об'єднує цю династію з X-ою і вказує для обох 18 фараонів (без імен). | —                                       | Юлій Африкан вказує 19 фараонів, що правили 409 років. Євсевій Кесарійський вказує чотирьох фараонів, що правили 100 років. | 4.22. Сенен-ех […]                      | —                                       | —                                       |
| Хеті III          | У хронології Е. Горнунґа, Р. Краусса, Д. Ворбертона немає даних про кількість фараонів та роки їх правління. | Ю. фон Бекерат об'єднує цю династію з X-ою і вказує для обох 18 фараонів (без імен). | Ахтой III                               | Юлій Африкан вказує 19 фараонів, що правили 409 років. Євсевій Кесарійський вказує чотирьох фараонів, що правили 100 років. | 4.23. [………]                             | —                                       | —                                       |
| Хеті IV, Меріїбра | У хронології Е. Горнунґа, Р. Краусса, Д. Ворбертона немає даних про кількість фараонів та роки їх правління. | Ю. фон Бекерат об'єднує цю династію з X-ою і вказує для обох 18 фараонів (без імен). | Ахтой IV                                | Юлій Африкан вказує 19 фараонів, що правили 409 років. Євсевій Кесарійський вказує чотирьох фараонів, що правили 100 років. | 4.24. Мер [іб-ра]                       | —                                       | —                                       |

| X династія                                                                                   |             |                                                                                          |
| (також називається Гераклеопольською династією)                                              |             |                                                                                          |
| - ?-2070/40 рр. до н. е. - близько ?-2025/2020 рр. до н. е. - близько ?-1980+25 рр. до н. е. | (?) (?) (?) | — за Е. Бікерманом — за Ю. фон Бекератом — за Е. Горнунґом, Р. Крауссом і Д. Ворбертоном |

| Ім'я             | Хронологія | Хронологія                                                                             | Зіставлення з давніми списками фараонів | Зіставлення з давніми списками фараонів                | Зіставлення з давніми списками фараонів                                                            | Зіставлення з давніми списками фараонів | Зіставлення з давніми списками фараонів |
| Ім'я             | Е. Горнунґ, Р. Краусс, Д. Ворбертон                                                                              | Ю. фон Бекерат                                                                         | Античні автори, що цитують Манефона)    | Античні автори, що цитують Манефона)                   | «Туринський список»                                                                                | «Саккарський список — 2»                | «Абідоський список — 2»                 |
| Хеті V           | У хронології Е. Горнунґа, Р. Крауса, Д. Ворбертона немає даних про кількість фараонів та роки їхнього правління. | Ю. фон Бекерат об'єднує цю династію з IX-ою, і вказує для обох 18 фараонів (без імен). | Ахтой V                                 | Юлій Африкан вказує 19 фараонів, що правили 185 років. | 5.1. [………] 5.2. [………] 5.3. [………] 5.4. [………] 5.5. [………] 5.6. [………] 5.7. [………] 5.8. [………] 5.9. [………] | —                                       | —                                       |
| Хеті VI, Небкара | У хронології Е. Горнунґа, Р. Крауса, Д. Ворбертона немає даних про кількість фараонів та роки їхнього правління. | Ю. фон Бекерат об'єднує цю династію з IX-ою, і вказує для обох 18 фараонів (без імен). | Ахтой VI                                | Юлій Африкан вказує 19 фараонів, що правили 185 років. | 5.1. [………] 5.2. [………] 5.3. [………] 5.4. [………] 5.5. [………] 5.6. [………] 5.7. [………] 5.8. [………] 5.9. [………] | —                                       | —                                       |
| Хеті VII         | У хронології Е. Горнунґа, Р. Крауса, Д. Ворбертона немає даних про кількість фараонів та роки їхнього правління. | Ю. фон Бекерат об'єднує цю династію з IX-ою, і вказує для обох 18 фараонів (без імен). | Ахтой VII                               | Юлій Африкан вказує 19 фараонів, що правили 185 років. | 5.1. [………] 5.2. [………] 5.3. [………] 5.4. [………] 5.5. [………] 5.6. [………] 5.7. [………] 5.8. [………] 5.9. [………] | —                                       | —                                       |
| Мерікара         | У хронології Е. Горнунґа, Р. Крауса, Д. Ворбертона немає даних про кількість фараонів та роки їхнього правління. | Ю. фон Бекерат об'єднує цю династію з IX-ою, і вказує для обох 18 фараонів (без імен). | —                                       | Юлій Африкан вказує 19 фараонів, що правили 185 років. | 5.1. [………] 5.2. [………] 5.3. [………] 5.4. [………] 5.5. [………] 5.6. [………] 5.7. [………] 5.8. [………] 5.9. [………] | —                                       | —                                       |
| —                | У хронології Е. Горнунґа, Р. Крауса, Д. Ворбертона немає даних про кількість фараонів та роки їхнього правління. | Ю. фон Бекерат об'єднує цю династію з IX-ою, і вказує для обох 18 фараонів (без імен). | —                                       | Юлій Африкан вказує 19 фараонів, що правили 185 років. | 5.1. [………] 5.2. [………] 5.3. [………] 5.4. [………] 5.5. [………] 5.6. [………] 5.7. [………] 5.8. [………] 5.9. [………] | —                                       | —                                       |
| —                | У хронології Е. Горнунґа, Р. Крауса, Д. Ворбертона немає даних про кількість фараонів та роки їхнього правління. | Ю. фон Бекерат об'єднує цю династію з IX-ою, і вказує для обох 18 фараонів (без імен). | —                                       | Юлій Африкан вказує 19 фараонів, що правили 185 років. | 5.1. [………] 5.2. [………] 5.3. [………] 5.4. [………] 5.5. [………] 5.6. [………] 5.7. [………] 5.8. [………] 5.9. [………] | —                                       | —                                       |
| —                | У хронології Е. Горнунґа, Р. Крауса, Д. Ворбертона немає даних про кількість фараонів та роки їхнього правління. | Ю. фон Бекерат об'єднує цю династію з IX-ою, і вказує для обох 18 фараонів (без імен). | —                                       | Юлій Африкан вказує 19 фараонів, що правили 185 років. | 5.1. [………] 5.2. [………] 5.3. [………] 5.4. [………] 5.5. [………] 5.6. [………] 5.7. [………] 5.8. [………] 5.9. [………] | —                                       | —                                       |

### Середнє царство(XI, XII династії)
| - 2160–1785 рр. до н. е. - близько 2119–1794/93 рр. до н. е. - близько 1980+16−1760 рр. до н. е. | (375 років) (бл. 325/326 років) (бл. 220 років) | — за Е. Бікерманом — за Ю. фон Бекератом — за Е. Горнунґом, Р. Крауссом і Д. Ворбертоном |

| XI династія                                                                           |                                        |                                                                                          |
| (також називається фіванською династією)                                              |                                        |                                                                                          |
| - 2160–2000 рр. до н. е. - 2119–1976 рр. до н. е. - близько 2080–1940+16 рр. до н. е. | (160 років) (143 роки) (бл. 140 років) | — за Е. Бікерманом — за Ю. фон Бекератом — за Е. Горнунґом, Р. Крауссом і Д. Ворбертоном |

| Ім'я                          | Хронологія                          | Хронологія     | Зіставлення з давніми списками фараонів | Зіставлення з давніми списками фараонів | Зіставлення з давніми списками фараонів | Зіставлення з давніми списками фараонів | Зіставлення з давніми списками фараонів |
| Ім'я                          | Е. Горнунґ, Р. Краусс, Д. Ворбертон | Ю. фон Бекерат | Античні автори, що цитують Манефона)    | «Туринський список»                     | «Саккарський список — 2»                | «Абідоський список — 2»                 | «Карнакський список»                    |
| Ментухотеп I                  | 1. 1980-?+16                        | 1. 2119-?      | 5.12. Теп[іа…]                          | —                                       | —                                       | 12. [Мен……]                             |                                         |
| Ініотеф I, Антеф I, Сехертауї | 2. ?-2067+16                        | 2. ?-2103      | 5.13. [………]                             | —                                       | —                                       | —                                       |                                         |
| Ініотеф II, Антеф II          | 3. 2066–2017+16                     | 3. 2103–2054   | 5.14. [Уах-а]н[х Антеф…]                | —                                       | —                                       | —                                       |                                         |
| Ініотеф III, Антеф III        | 4. 2016–2009+16                     | 4. 2054–2046   | 5.15. [Нехет-неб-теп-нефер Антеф…]      | —                                       | —                                       | —                                       |                                         |
| Ментухотеп II                 | 5. 2009–1959+16                     | 5. 2046–1995   | 5.16. Неб-хепет-ра […]                  | 37. Неб-хепет-ра                        | 57. Неб-хепет-ра                        | 29. Неб-хепет-ра                        |                                         |
| Ментухотеп III                | 6. 1958–1947+16                     | 6. 1995–1983   | 5.17. Сеанх-ка-[ра …]                   | 38. Сеанх-ка-ра                         | 58. Сеанх-ка-ра                         | 30. Сенефер-ка-ра                       |                                         |
| Ментухотеп IV, Небтауйра      | 7. 1947–1940+16                     | 7. 1983–1976   | —                                       | —                                       | —                                       | —                                       |                                         |

|                                                                              |                                                                     |                                                                                               |                                                                              |                                                                                        |                                                                                          |                                                        |
| Ім'я Ментухотепа I (№ 12) в «Карнакському списку» з храму Іпет-Ісут, (Лувр). | Ініотеф II (похоронна стела з Фів, Музей мистецтва «Метрополітен»). | Ініотеф III (другий праворуч) та Ментухотеп II (другий ліворуч), петрогліфи з Шатт-ер-Ригала. | Ментухотеп II (пофарбована статуя, пісковик, Музей мистецтва «Метрополітен») | Похоронний храм Ментухотепа II в некрополі Фів (Дейр-ель-Бахрі, малюнок-реконструкція) | Ментухотеп III (статуя з Арманта, пісковик, Бостонський музей образотворчого мистецтва). | Гробниці XI династії в некрополі Фів (Дейр ель-Бахрі). |

| XII династія                                                                     |                                            |                                                                                          |
| - 2000–1785 рр. до н. е. - 1976–1794/93 рр. до н. е. - 1939+16−1760 рр. до н. е. | (215 років) (182/183 роки) (бл. 179 років) | — за Е. Бікерманом — за Ю. фон Бекератом — за Е. Горнунґом, Р. Крауссом і Д. Ворбертоном |

| Ім'я                        | Хронологія                          | Хронологія         | Зіставлення з давніми списками фараонів | Зіставлення з давніми списками фараонів | Зіставлення з давніми списками фараонів | Зіставлення з давніми списками фараонів | Зіставлення з давніми списками фараонів |
| Ім'я                        | Е. Горнунґ, Р. Краусс, Д. Ворбертон | Ю. фон Бекерат     | Античні автори (Геродот, за Манефону)   | «туринський список»                     | «Саккарський список — 2»                | «Абідоський список — 2»                 | «Карнакський список»                    |
| Аменемхет I                 | 1. 1939–1910+16                     | 1. 1976–1947       | 1. АмманемесА,АмменемесЄ                | 5.20. [Сехете]п-іб-[ра]                 | 39. Сехетеп-іб-ра                       | 59. Сехетеп-іб-ра                       | 17. Сехетеп-іб-ра                       |
| Сенусерт I,Сесостріс I      | 2. 1920–1875+6                      | 2. 1956–1911/10    | 2. СесонхосісА, Е                       | 5.21. [Хепер]-ка-[ра]                   | 40. Хепер-ка-ра                         | 60. Хепер-ка-ра                         | 24. Хепер-ка-ра                         |
| Аменемхет II                | 3. 1878–1843+3                      | 3. 1914–1879/76    | 3. АмменемесА, Е                        | 5.22. [Небу-кау-ра]                     | 41. Небу-кау-ра                         | 61. Небу-кау-ра                         | 18. Небу-кау-ра                         |
| Сенусерт II, Сесостріс II   | 4. 1845–1837                        | 4. 1882–1872       | —                                       | 5.23. [Хаї-хепер-ра]                    | 42. Хаї-хепер-ра                        | 62. Хаї-хепер-ра                        | —                                       |
| Сенусерт III, Сесостріс III | 5. 1837–1819                        | 5. 1872–1853/52    | 4. СесострісГ, А, Е                     | 5.24. [Хаї-кау-ра]                      | 43. Хаї-ка-ра                           | 63. Хаї-кау-ра                          | 32. Хаї-ка-ра                           |
| Аменемхет III               | 6. 1818–1773                        | 6. 1853–1806/05    | 5. ЛамаресА, Е,МерідаГ                  | 5.25. Ні-маат-ра                        | 44. Ні-маат-ра                          | 64. Ні-маат-ра                          | 19. [………] 20. [………]                     |
| —                           | —                                   | —                  | —                                       | —                                       | —                                       | —                                       | 19. [………] 20. [………]                     |
| Аменемхет IV                | 7. 1772–1764                        | 7. 1807/06-1798/97 | 6. АмменемесА                           | 6.1. Маа-херу-ра                        | 45. Ні-маа-херу-ра                      | 65. Маа-херу-ра                         | 21. Маа-херу-ра                         |
| Нефрусебек (цариця)         | 8. 1763–1760                        | 8. 1798/97-1794/93 | 7. СкеміофрісА                          | 6.2. Нефру-собек-ра                     | 46. Ка-себек-ра                         | —                                       | 22. Себек-нофру-ра                      |

|                                                                                   |                                                           |                                                                                  |                                                                                          |                                                                     |                                                                   |                                       |
| Аменемхет I (рельєф із його гробниці в Ель-Лішті Музей мистецтва «Метрополітен»). | Сенусерт I (частина статуї, Єгипетський музей у Берліні). | Аменемхет II (сфінкс з його обличчям, знайдений у Танісі; рожевий граніт, Лувр). | Сенусерт III (сфінкс з його обличчям, Державний музей єгипетського мистецтва в Мюнхені). | Аменемхет III (голова статуї, граніт, Єгипетський музей у Берліні). | Сфінкс Аменемхета IV, обличчя змінено (гнейс, Британський музей). | Торс статуї цариці Нефрусебек (Лувр). |

### Другий перехідний період(XIII, XIV, XV, XVI, XVII династії)
| - 1785–1580 рр. до н. е. - 1794/1793-1550 рр. до н. е. - 1759-бл. 1539 рр. до н. е. | (205 років) (243/244 роки) (бл. 220 років) | — за Е. Бікерманом — за Ю. фон Бекератом — за Е. Горнунґом, Р. Крауссом і Д. Ворбертоном |

| XIII династія                                                                         |                                     |             |                                                                                          |
| - 1785-? рр. до н. е. - 1794/1793-1648/1645 рр. до н. е. - 1759-бл. 1630 рр. до н. е. | (?) (146/148 років) (бл. 129 років) | [ вин. 12 ] | — за Е. Бікерманом — за Ю. фон Бекератом — за Е. Горнунґом, Р. Крауссом і Д. Ворбертоном |

| Ім'я                                | 'Хронологія '            | 'Хронологія ' | 'Хронологія '                        | Зіставлення з давніми списками фараонів | Зіставлення з давніми списками фараонів         | Зіставлення з давніми списками фараонів |   |
| Е. Горнунґ, Р. Краусс, Д. Ворбертон | І. Г. Франк- Каменецький | К. Ріхолт     | Античні автори, що цитують Манефона) | «Туринський список»                     | «Карнакський список»                            |                                         |   |
| Схотепібра                          | —                        | —             | —                                    | —                                       | 6.4. [Схотеп]-іб-ра                             | —                                       |   |
| Угаф                                | 1. 1759–1757             | 1759-1757     | 1766-1764                            | —                                       | 6.5. Хуї-тауї-ра                                | 51. Хуї-тауї-ра                         |   |
| Аменемхет Сенебеф, Аменемхет V ?    | —                        | 1757-1752     | 1800-1796                            | —                                       | 6.6. Сехем-ка-ра Амен-[ем-хет се-неб]еф         | —                                       |   |
| Сехемра                             | —                        | 1752-1746     | 1775-1772                            | —                                       | —                                               | —                                       |   |
| Аменемхет V                         | —                        | 1746-1743     | 1796-1793                            | —                                       | 6.7. [А]мен-ем-хет[…]                           | 37. Сеан-хіб-ра                         |   |
| Амені Кемау                         | —                        | 1743-1742     | —                                    | —                                       | 6.8. Схотеп-іб-ра                               | —                                       |   |
| Іуфні                               | —                        | 1741          | 1788                                 | —                                       | 6.9. ІуФ-ні                                     | —                                       |   |
| Аменемхет VI                        | —                        | 1730-1724     | 1788-1785                            | —                                       | 6.10. Санх-іб-ра                                | —                                       |   |
| Небнун, Небенну                     | —                        | 1738/39       | 1785-1783                            | —                                       | 6.11. Семен-ка-ра                               | —                                       |   |
| Хорнеджеф-Хоріотеф                  | —                        | 1738          | 1791-1788                            | —                                       | 6.12. Схотеп-іб-ра                              | —                                       |   |
| Суаджкара                           | —                        | —             | 1781                                 | —                                       | 6.13. Суадж-ка-ра                               | —                                       |   |
| Сенеджемібра, Неджемібра            | —                        | 1736          | 1780                                 | —                                       | 6.14. Сенеджем-іб-ра                            | —                                       |   |
| Себекхотеп I                        | —                        | —             | 1780-1777                            | —                                       | 6.15. Себек-хотеп-ра                            | 47. Хаї-анх-ра                          |   |
| Ренсенеб                            | —                        | —             | 1777                                 | —                                       | 6.16. Рен-Сенеб                                 | —                                       |   |
| Гор I                               | —                        | 1732          | 1777-1775                            | —                                       | 6.17. Аут-іб-ра                                 | —                                       |   |
| Аменемхет VII                       | 2. 1753–1748             | 1731-1724     | 1769-1766                            | —                                       | 6.18. Седжефа[…]-ка-ра                          | —                                       |   |
| Себекхотеп II                       | 3. 1737–1733             | 1724-1718     | —                                    | —                                       | 6.19. Сехем-ра-хуї-тауї Себек-хотеп             | 36. Сехем-ра-хуї-тауї                   |   |
| Хенджер                             | 4. 1732–1728             | 1718-1712     | 1764-1759                            | —                                       | 6.20. Усер-[ка]-ра [Хе]нджер                    | —                                       |   |
| Імірамеша                           | —                        | 1711          | 1759-?                               | —                                       | 6.21. Імі-ра-міша                               | —                                       |   |
| Ініотеф IV, Антеф IV                | —                        | 1710          | —                                    | —                                       | 6.22. […]-ка-[ра] Ініотеф                       | —                                       |   |
| Сутех IV, Сетх IV                   | —                        | —             | ?-1749                               | —                                       | 6.23. […]-іб-[ра] Сутех                         | —                                       |   |
| Себекхотеп III                      | 5. 1725–1722             | 1708-1705     | 1749-1742                            | —                                       | 6.24. Сехем-ра \< Се >-[уаджи-тауї] Собек-хотеп | 35. Сехем-ра Се-уаджи-Тауї              |   |
| Неферхотеп I                        | 6. 1721–1710             | —             | 1742-1731                            | —                                       | 6.25. Хаї-сехем-ра Нефер-хотеп                  | 34. Хаї-сехем-ра                        |   |
| Сагатор                             | —                        | 1694          | 1733                                 | —                                       | 6.26. Са-хут-хор-ра                             | —                                       |   |
| Себекхотеп IV                       | 7. 1709–1701             | 1694-1685     | 1732-1720                            | Хенефрес                                | 6.27. Хаї-нефер-ра Собек-хотеп                  | 33. Хаї-нефер-ра                        |   |
| Себекхотеп V                        | 8. 1700–1695             | 1685-1680     | 1717-1712                            | —                                       | 7.1. Хаї-хотеп-ра                               | 46. Ха-хотеп-ра                         |   |
| Яїб                                 | 9. 1695–1685             | 1680-1670     | 1712-1701                            | —                                       | 7.2. Уах-іб-ра Яїб                              | —                                       |   |
| Мернофера Аїб, Айя I                | 10. 1684–1681            | 1669-1656     | 1701-1677                            | —                                       | 7.3. Мері-нефер-ра                              | —                                       |   |
| Іні I                               | 11. 1660–1659            | 1656-1654     | 1677-1675                            | —                                       |                                                 |                                         |   |
| Санхенра Суаджту                    | ?. ?-?                   | 1654-1651     | 1675-1672                            | —                                       | 7.5. Санх-ен-ра Суадж-ту                        | —                                       |   |
| Неферхотеп II                       | ?. ?-?                   | —             | 1672-1669                            | —                                       | 7.6. Мері-сехем-ра Інед                         | —                                       |   |
| Гор II, Горі                        | ?. ?-?                   | 1647          | 1669-1664                            | —                                       | 7.7. Суадж-ка-ра Горі                           | —                                       |   |
| Себекхотеп VII                      | —                        | 1646-1644     | 1664-1662                            | —                                       | 7.8. Мері-ка-ра Хаї-собек[…]                    | 42. Мері-ка-ра                          |   |
| —                                   | —                        | —             | —                                    | —                                       | 7.9. [………] 7.10. [………] 7.11. [………] 7.12. [……]дж | —                                       |   |
| —                                   | —                        | —             | —                                    | —                                       | 7.9. [………] 7.10. [………] 7.11. [………] 7.12. [……]дж | —                                       |   |
| Дудімос I                           | ?. ?-?                   | 1640          | —                                    | Тімаос/ТутімеосІФ ?                     | 7.9. [………] 7.10. [………] 7.11. [………] 7.12. [……]дж | —                                       |   |
|                                     | —                        | —             | —                                    | —                                       | 7.9. [………] 7.10. [………] 7.11. [………] 7.12. [……]дж | 7.13. […]-мес                           | — |
|                                     | —                        | —             | —                                    | —                                       | 7.14. […]-маат-ра [І]бі […]                     | —                                       |   |
|                                     | —                        | —             | —                                    | —                                       | 7.15. [Усір/Сехем]-убен-[ра] Гор                | —                                       |   |
|                                     | —                        | —             | —                                    | —                                       | 7.16. […]-ка-ра                                 | —                                       |   |
|                                     | —                        | 1640          | —                                    | —                                       | 7.17. […]-ен-ра                                 | 49. Сау-хен-ра                          |   |
|                                     | —                        | 1640          | 1805-1780                            | —                                       | 7.17. […]-ен-ра                                 | 49. Сау-хен-ра                          |   |
| —                                   | —                        | —             | —                                    | —                                       | 7.18. [……]-ра                                   | —                                       |   |
| —                                   | —                        | —             | —                                    | —                                       | 7.19. [………]                                     | —                                       |   |
| —                                   | —                        | —             | —                                    | —                                       | 7.20. [………]                                     | —                                       |   |
| —                                   | —                        | —             | —                                    | —                                       | 7.21. […]р[…]-ра                                | —                                       |   |
|                                     | —                        | —             | —                                    | —                                       | 7.22. Мері-хепер-ра                             | —                                       |   |
|                                     | —                        | —             | —                                    | —                                       | 7.23. Мері-ка-[ра…]                             | —                                       |   |
|                                     | —                        | —             | 1645-1629                            | —                                       | —                                               | 43. Сеу-сер-тауї                        |   |
| Іні II                              | —                        | —             | —                                    | —                                       | —                                               | —                                       |   |

|                                                             |                                    |                         |                              |                      |  |
| Гор I Статуя Ка (одна з душ людини, за міфологією єгиптян). | Рельєф з картушем Себекхотепа III. | Неферхотеп I Статуетка. | Себекхотеп IV Статуя (Лувр). | Себекхотеп V Статуя. |  |

| XIV династія                                                                                             |                                   | |
| (місцеві правителі різних областей Нижнього Єгипту, сучасники фараонів 2-ї половини XIII династії)       |                                   | |
| - династія вказана без дат - ?-1648/1645 рр. до н. е. - династія вказана без дат - 76 фараонів із Ксоїса | (?) (?) (?) (184 роки) (484 роки) | — за Е. Бікерманом — за Ю. фон Бекератом — за Е. Горнунґом, Р. Крауссом і Д. Ворбертоном — античні автори, що цитують Манефона — Георгій Сінкелл, що цитує Манефона |

| Ім'я фараони, існування яких підтверджено (деяких гіпотетично) | Хронологія К. Ріхолт | «Туринський список» — майже всі фараони XIV династії відомі лише за цим списком (ймовірно, багато фіктивних імен, або ж зазначені в списку не були фактичними правителями) | «Туринський список» — майже всі фараони XIV династії відомі лише за цим списком (ймовірно, багато фіктивних імен, або ж зазначені в списку не були фактичними правителями) | «Туринський список» — майже всі фараони XIV династії відомі лише за цим списком (ймовірно, багато фіктивних імен, або ж зазначені в списку не були фактичними правителями) | «Туринський список» — майже всі фараони XIV династії відомі лише за цим списком (ймовірно, багато фіктивних імен, або ж зазначені в списку не були фактичними правителями)                                       | «Туринський список» — майже всі фараони XIV династії відомі лише за цим списком (ймовірно, багато фіктивних імен, або ж зазначені в списку не були фактичними правителями)                                                                                | «Туринський список» — майже всі фараони XIV династії відомі лише за цим списком (ймовірно, багато фіктивних імен, або ж зазначені в списку не були фактичними правителями)                     |
| Ім'я фараони, існування яких підтверджено (деяких гіпотетично) | Хронологія К. Ріхолт | Зіставлення | Інші імена | Інші імена | Інші імена | Інші імена | Інші імена |
| —                                                              | —                    | 7.? [………] | | 8.13. Херу-іб-ра 8.14. Неб-сен-ра 8.15. [……]-ра 8.16. Сехепер-ен-ра 8.17. Джед-Херу-ра 8.18. Санх-іб-ра 8.19. [Ка]-нефер-тем-ра 8.20. Сехем-[…]-ра 8.21. Ка-кемет-ра 8.22. Нефер-іб-ра 8.23. І[……]-ра 8.24. Хаї-[…]-ра [Хуї-…] 8.25. Аа-ка-ра-[…] 8.26. Семен-[…]-ра 8.27. Джед-[…]-ра | 9.1. [……]-ра 9.2. [………] 9.3. [………] 9.4. [………] 9.5. […-ра-…] 9.6. […-ра-…] 9.7. Сенефер-[…]-ра 9.8. Мен-[іб]-ра 9.9. Джед-[…]-ра 9.10. [………] 9.11. [………] 9.12. [………] 9.13. [………] 9.14. Іненек-[…] 9.15. І-неб-[…] | 9.16. І-п[…] 9.17. Хаб-[…] 9.18. Ба \< і >-[…],Са-[…] 9.19. Хепу 9.20. Шемсу 9.21. Мені-[…] 9.22. Ур-ка-[…] 9.23. [………] 9.24. [………] 9.25. […]-ка-[ра…] 9.26. […]-ка-[ра…] 9.27. [………] 9.28. […]-рен Хепу 9.29. […]-ка Неб-ен-наті 9.30. […]-ка-[…] Бебнем | 9.31. […]-ка-[…] 10.1. І[у-ф-…] 10.2. Сутех, Сетх 10.3. Суну 10.4. Гор-[…] 10.5. [………] 10.6. [………] 10.7. Ніб-[еф] 10.8. Мері-[…] 10.9. Пенесет-ен-сепет 10.10. Хер-хмут-шепсут 10.11. Хуї-хмут |
| Негесі                                                         | 1705                 | 8.1. Негесі | | 8.13. Херу-іб-ра 8.14. Неб-сен-ра 8.15. [……]-ра 8.16. Сехепер-ен-ра 8.17. Джед-Херу-ра 8.18. Санх-іб-ра 8.19. [Ка]-нефер-тем-ра 8.20. Сехем-[…]-ра 8.21. Ка-кемет-ра 8.22. Нефер-іб-ра 8.23. І[……]-ра 8.24. Хаї-[…]-ра [Хуї-…] 8.25. Аа-ка-ра-[…] 8.26. Семен-[…]-ра 8.27. Джед-[…]-ра | 9.1. [……]-ра 9.2. [………] 9.3. [………] 9.4. [………] 9.5. […-ра-…] 9.6. […-ра-…] 9.7. Сенефер-[…]-ра 9.8. Мен-[іб]-ра 9.9. Джед-[…]-ра 9.10. [………] 9.11. [………] 9.12. [………] 9.13. [………] 9.14. Іненек-[…] 9.15. І-неб-[…] | 9.16. І-п[…] 9.17. Хаб-[…] 9.18. Ба \< і >-[…],Са-[…] 9.19. Хепу 9.20. Шемсу 9.21. Мені-[…] 9.22. Ур-ка-[…] 9.23. [………] 9.24. [………] 9.25. […]-ка-[ра…] 9.26. […]-ка-[ра…] 9.27. [………] 9.28. […]-рен Хепу 9.29. […]-ка Неб-ен-наті 9.30. […]-ка-[…] Бебнем | 9.31. […]-ка-[…] 10.1. І[у-ф-…] 10.2. Сутех, Сетх 10.3. Суну 10.4. Гор-[…] 10.5. [………] 10.6. [………] 10.7. Ніб-[еф] 10.8. Мері-[…] 10.9. Пенесет-ен-сепет 10.10. Хер-хмут-шепсут 10.11. Хуї-хмут |
| —                                                              | —                    | 8.2. Хаї-ті-ра | | 8.13. Херу-іб-ра 8.14. Неб-сен-ра 8.15. [……]-ра 8.16. Сехепер-ен-ра 8.17. Джед-Херу-ра 8.18. Санх-іб-ра 8.19. [Ка]-нефер-тем-ра 8.20. Сехем-[…]-ра 8.21. Ка-кемет-ра 8.22. Нефер-іб-ра 8.23. І[……]-ра 8.24. Хаї-[…]-ра [Хуї-…] 8.25. Аа-ка-ра-[…] 8.26. Семен-[…]-ра 8.27. Джед-[…]-ра | 9.1. [……]-ра 9.2. [………] 9.3. [………] 9.4. [………] 9.5. […-ра-…] 9.6. […-ра-…] 9.7. Сенефер-[…]-ра 9.8. Мен-[іб]-ра 9.9. Джед-[…]-ра 9.10. [………] 9.11. [………] 9.12. [………] 9.13. [………] 9.14. Іненек-[…] 9.15. І-неб-[…] | 9.16. І-п[…] 9.17. Хаб-[…] 9.18. Ба \< і >-[…],Са-[…] 9.19. Хепу 9.20. Шемсу 9.21. Мені-[…] 9.22. Ур-ка-[…] 9.23. [………] 9.24. [………] 9.25. […]-ка-[ра…] 9.26. […]-ка-[ра…] 9.27. [………] 9.28. […]-рен Хепу 9.29. […]-ка Неб-ен-наті 9.30. […]-ка-[…] Бебнем | 9.31. […]-ка-[…] 10.1. І[у-ф-…] 10.2. Сутех, Сетх 10.3. Суну 10.4. Гор-[…] 10.5. [………] 10.6. [………] 10.7. Ніб-[еф] 10.8. Мері-[…] 10.9. Пенесет-ен-сепет 10.10. Хер-хмут-шепсут 10.11. Хуї-хмут |
| Небефаура                                                      | 1704                 | 8.3. Неб-еф-ау-ра | | 8.13. Херу-іб-ра 8.14. Неб-сен-ра 8.15. [……]-ра 8.16. Сехепер-ен-ра 8.17. Джед-Херу-ра 8.18. Санх-іб-ра 8.19. [Ка]-нефер-тем-ра 8.20. Сехем-[…]-ра 8.21. Ка-кемет-ра 8.22. Нефер-іб-ра 8.23. І[……]-ра 8.24. Хаї-[…]-ра [Хуї-…] 8.25. Аа-ка-ра-[…] 8.26. Семен-[…]-ра 8.27. Джед-[…]-ра | 9.1. [……]-ра 9.2. [………] 9.3. [………] 9.4. [………] 9.5. […-ра-…] 9.6. […-ра-…] 9.7. Сенефер-[…]-ра 9.8. Мен-[іб]-ра 9.9. Джед-[…]-ра 9.10. [………] 9.11. [………] 9.12. [………] 9.13. [………] 9.14. Іненек-[…] 9.15. І-неб-[…] | 9.16. І-п[…] 9.17. Хаб-[…] 9.18. Ба \< і >-[…],Са-[…] 9.19. Хепу 9.20. Шемсу 9.21. Мені-[…] 9.22. Ур-ка-[…] 9.23. [………] 9.24. [………] 9.25. […]-ка-[ра…] 9.26. […]-ка-[ра…] 9.27. [………] 9.28. […]-рен Хепу 9.29. […]-ка Неб-ен-наті 9.30. […]-ка-[…] Бебнем | 9.31. […]-ка-[…] 10.1. І[у-ф-…] 10.2. Сутех, Сетх 10.3. Суну 10.4. Гор-[…] 10.5. [………] 10.6. [………] 10.7. Ніб-[еф] 10.8. Мері-[…] 10.9. Пенесет-ен-сепет 10.10. Хер-хмут-шепсут 10.11. Хуї-хмут |
| —                                                              | —                    | 8.4. Сехеб-ра | | 8.13. Херу-іб-ра 8.14. Неб-сен-ра 8.15. [……]-ра 8.16. Сехепер-ен-ра 8.17. Джед-Херу-ра 8.18. Санх-іб-ра 8.19. [Ка]-нефер-тем-ра 8.20. Сехем-[…]-ра 8.21. Ка-кемет-ра 8.22. Нефер-іб-ра 8.23. І[……]-ра 8.24. Хаї-[…]-ра [Хуї-…] 8.25. Аа-ка-ра-[…] 8.26. Семен-[…]-ра 8.27. Джед-[…]-ра | 9.1. [……]-ра 9.2. [………] 9.3. [………] 9.4. [………] 9.5. […-ра-…] 9.6. […-ра-…] 9.7. Сенефер-[…]-ра 9.8. Мен-[іб]-ра 9.9. Джед-[…]-ра 9.10. [………] 9.11. [………] 9.12. [………] 9.13. [………] 9.14. Іненек-[…] 9.15. І-неб-[…] | 9.16. І-п[…] 9.17. Хаб-[…] 9.18. Ба \< і >-[…],Са-[…] 9.19. Хепу 9.20. Шемсу 9.21. Мені-[…] 9.22. Ур-ка-[…] 9.23. [………] 9.24. [………] 9.25. […]-ка-[ра…] 9.26. […]-ка-[ра…] 9.27. [………] 9.28. […]-рен Хепу 9.29. […]-ка Неб-ен-наті 9.30. […]-ка-[…] Бебнем | 9.31. […]-ка-[…] 10.1. І[у-ф-…] 10.2. Сутех, Сетх 10.3. Суну 10.4. Гор-[…] 10.5. [………] 10.6. [………] 10.7. Ніб-[еф] 10.8. Мері-[…] 10.9. Пенесет-ен-сепет 10.10. Хер-хмут-шепсут 10.11. Хуї-хмут |
| Меріджефара                                                    | 1699                 | 8.5. Мері-джефа-ра | | 8.13. Херу-іб-ра 8.14. Неб-сен-ра 8.15. [……]-ра 8.16. Сехепер-ен-ра 8.17. Джед-Херу-ра 8.18. Санх-іб-ра 8.19. [Ка]-нефер-тем-ра 8.20. Сехем-[…]-ра 8.21. Ка-кемет-ра 8.22. Нефер-іб-ра 8.23. І[……]-ра 8.24. Хаї-[…]-ра [Хуї-…] 8.25. Аа-ка-ра-[…] 8.26. Семен-[…]-ра 8.27. Джед-[…]-ра | 9.1. [……]-ра 9.2. [………] 9.3. [………] 9.4. [………] 9.5. […-ра-…] 9.6. […-ра-…] 9.7. Сенефер-[…]-ра 9.8. Мен-[іб]-ра 9.9. Джед-[…]-ра 9.10. [………] 9.11. [………] 9.12. [………] 9.13. [………] 9.14. Іненек-[…] 9.15. І-неб-[…] | 9.16. І-п[…] 9.17. Хаб-[…] 9.18. Ба \< і >-[…],Са-[…] 9.19. Хепу 9.20. Шемсу 9.21. Мені-[…] 9.22. Ур-ка-[…] 9.23. [………] 9.24. [………] 9.25. […]-ка-[ра…] 9.26. […]-ка-[ра…] 9.27. [………] 9.28. […]-рен Хепу 9.29. […]-ка Неб-ен-наті 9.30. […]-ка-[…] Бебнем | 9.31. […]-ка-[…] 10.1. І[у-ф-…] 10.2. Сутех, Сетх 10.3. Суну 10.4. Гор-[…] 10.5. [………] 10.6. [………] 10.7. Ніб-[еф] 10.8. Мері-[…] 10.9. Пенесет-ен-сепет 10.10. Хер-хмут-шепсут 10.11. Хуї-хмут |
| —                                                              | —                    | 8.6. Суадж-ка-ра | | 8.13. Херу-іб-ра 8.14. Неб-сен-ра 8.15. [……]-ра 8.16. Сехепер-ен-ра 8.17. Джед-Херу-ра 8.18. Санх-іб-ра 8.19. [Ка]-нефер-тем-ра 8.20. Сехем-[…]-ра 8.21. Ка-кемет-ра 8.22. Нефер-іб-ра 8.23. І[……]-ра 8.24. Хаї-[…]-ра [Хуї-…] 8.25. Аа-ка-ра-[…] 8.26. Семен-[…]-ра 8.27. Джед-[…]-ра | 9.1. [……]-ра 9.2. [………] 9.3. [………] 9.4. [………] 9.5. […-ра-…] 9.6. […-ра-…] 9.7. Сенефер-[…]-ра 9.8. Мен-[іб]-ра 9.9. Джед-[…]-ра 9.10. [………] 9.11. [………] 9.12. [………] 9.13. [………] 9.14. Іненек-[…] 9.15. І-неб-[…] | 9.16. І-п[…] 9.17. Хаб-[…] 9.18. Ба \< і >-[…],Са-[…] 9.19. Хепу 9.20. Шемсу 9.21. Мені-[…] 9.22. Ур-ка-[…] 9.23. [………] 9.24. [………] 9.25. […]-ка-[ра…] 9.26. […]-ка-[ра…] 9.27. [………] 9.28. […]-рен Хепу 9.29. […]-ка Неб-ен-наті 9.30. […]-ка-[…] Бебнем | 9.31. […]-ка-[…] 10.1. І[у-ф-…] 10.2. Сутех, Сетх 10.3. Суну 10.4. Гор-[…] 10.5. [………] 10.6. [………] 10.7. Ніб-[еф] 10.8. Мері-[…] 10.9. Пенесет-ен-сепет 10.10. Хер-хмут-шепсут 10.11. Хуї-хмут |
| Небджефара                                                     | 1694                 | 8.7. Неб-джефа-ра | | 8.13. Херу-іб-ра 8.14. Неб-сен-ра 8.15. [……]-ра 8.16. Сехепер-ен-ра 8.17. Джед-Херу-ра 8.18. Санх-іб-ра 8.19. [Ка]-нефер-тем-ра 8.20. Сехем-[…]-ра 8.21. Ка-кемет-ра 8.22. Нефер-іб-ра 8.23. І[……]-ра 8.24. Хаї-[…]-ра [Хуї-…] 8.25. Аа-ка-ра-[…] 8.26. Семен-[…]-ра 8.27. Джед-[…]-ра | 9.1. [……]-ра 9.2. [………] 9.3. [………] 9.4. [………] 9.5. […-ра-…] 9.6. […-ра-…] 9.7. Сенефер-[…]-ра 9.8. Мен-[іб]-ра 9.9. Джед-[…]-ра 9.10. [………] 9.11. [………] 9.12. [………] 9.13. [………] 9.14. Іненек-[…] 9.15. І-неб-[…] | 9.16. І-п[…] 9.17. Хаб-[…] 9.18. Ба \< і >-[…],Са-[…] 9.19. Хепу 9.20. Шемсу 9.21. Мені-[…] 9.22. Ур-ка-[…] 9.23. [………] 9.24. [………] 9.25. […]-ка-[ра…] 9.26. […]-ка-[ра…] 9.27. [………] 9.28. […]-рен Хепу 9.29. […]-ка Неб-ен-наті 9.30. […]-ка-[…] Бебнем | 9.31. […]-ка-[…] 10.1. І[у-ф-…] 10.2. Сутех, Сетх 10.3. Суну 10.4. Гор-[…] 10.5. [………] 10.6. [………] 10.7. Ніб-[еф] 10.8. Мері-[…] 10.9. Пенесет-ен-сепет 10.10. Хер-хмут-шепсут 10.11. Хуї-хмут |
| —                                                              | —                    | 8.8. У[бен]-ра | | 8.13. Херу-іб-ра 8.14. Неб-сен-ра 8.15. [……]-ра 8.16. Сехепер-ен-ра 8.17. Джед-Херу-ра 8.18. Санх-іб-ра 8.19. [Ка]-нефер-тем-ра 8.20. Сехем-[…]-ра 8.21. Ка-кемет-ра 8.22. Нефер-іб-ра 8.23. І[……]-ра 8.24. Хаї-[…]-ра [Хуї-…] 8.25. Аа-ка-ра-[…] 8.26. Семен-[…]-ра 8.27. Джед-[…]-ра | 9.1. [……]-ра 9.2. [………] 9.3. [………] 9.4. [………] 9.5. […-ра-…] 9.6. […-ра-…] 9.7. Сенефер-[…]-ра 9.8. Мен-[іб]-ра 9.9. Джед-[…]-ра 9.10. [………] 9.11. [………] 9.12. [………] 9.13. [………] 9.14. Іненек-[…] 9.15. І-неб-[…] | 9.16. І-п[…] 9.17. Хаб-[…] 9.18. Ба \< і >-[…],Са-[…] 9.19. Хепу 9.20. Шемсу 9.21. Мені-[…] 9.22. Ур-ка-[…] 9.23. [………] 9.24. [………] 9.25. […]-ка-[ра…] 9.26. […]-ка-[ра…] 9.27. [………] 9.28. […]-рен Хепу 9.29. […]-ка Неб-ен-наті 9.30. […]-ка-[…] Бебнем | 9.31. […]-ка-[…] 10.1. І[у-ф-…] 10.2. Сутех, Сетх 10.3. Суну 10.4. Гор-[…] 10.5. [………] 10.6. [………] 10.7. Ніб-[еф] 10.8. Мері-[…] 10.9. Пенесет-ен-сепет 10.10. Хер-хмут-шепсут 10.11. Хуї-хмут |
| —                                                              | —                    | 8.9. [………] | | 8.13. Херу-іб-ра 8.14. Неб-сен-ра 8.15. [……]-ра 8.16. Сехепер-ен-ра 8.17. Джед-Херу-ра 8.18. Санх-іб-ра 8.19. [Ка]-нефер-тем-ра 8.20. Сехем-[…]-ра 8.21. Ка-кемет-ра 8.22. Нефер-іб-ра 8.23. І[……]-ра 8.24. Хаї-[…]-ра [Хуї-…] 8.25. Аа-ка-ра-[…] 8.26. Семен-[…]-ра 8.27. Джед-[…]-ра | 9.1. [……]-ра 9.2. [………] 9.3. [………] 9.4. [………] 9.5. […-ра-…] 9.6. […-ра-…] 9.7. Сенефер-[…]-ра 9.8. Мен-[іб]-ра 9.9. Джед-[…]-ра 9.10. [………] 9.11. [………] 9.12. [………] 9.13. [………] 9.14. Іненек-[…] 9.15. І-неб-[…] | 9.16. І-п[…] 9.17. Хаб-[…] 9.18. Ба \< і >-[…],Са-[…] 9.19. Хепу 9.20. Шемсу 9.21. Мені-[…] 9.22. Ур-ка-[…] 9.23. [………] 9.24. [………] 9.25. […]-ка-[ра…] 9.26. […]-ка-[ра…] 9.27. [………] 9.28. […]-рен Хепу 9.29. […]-ка Неб-ен-наті 9.30. […]-ка-[…] Бебнем | 9.31. […]-ка-[…] 10.1. І[у-ф-…] 10.2. Сутех, Сетх 10.3. Суну 10.4. Гор-[…] 10.5. [………] 10.6. [………] 10.7. Ніб-[еф] 10.8. Мері-[…] 10.9. Пенесет-ен-сепет 10.10. Хер-хмут-шепсут 10.11. Хуї-хмут |
| —                                                              | —                    | 8.10. […джефау]-ра | | 8.13. Херу-іб-ра 8.14. Неб-сен-ра 8.15. [……]-ра 8.16. Сехепер-ен-ра 8.17. Джед-Херу-ра 8.18. Санх-іб-ра 8.19. [Ка]-нефер-тем-ра 8.20. Сехем-[…]-ра 8.21. Ка-кемет-ра 8.22. Нефер-іб-ра 8.23. І[……]-ра 8.24. Хаї-[…]-ра [Хуї-…] 8.25. Аа-ка-ра-[…] 8.26. Семен-[…]-ра 8.27. Джед-[…]-ра | 9.1. [……]-ра 9.2. [………] 9.3. [………] 9.4. [………] 9.5. […-ра-…] 9.6. […-ра-…] 9.7. Сенефер-[…]-ра 9.8. Мен-[іб]-ра 9.9. Джед-[…]-ра 9.10. [………] 9.11. [………] 9.12. [………] 9.13. [………] 9.14. Іненек-[…] 9.15. І-неб-[…] | 9.16. І-п[…] 9.17. Хаб-[…] 9.18. Ба \< і >-[…],Са-[…] 9.19. Хепу 9.20. Шемсу 9.21. Мені-[…] 9.22. Ур-ка-[…] 9.23. [………] 9.24. [………] 9.25. […]-ка-[ра…] 9.26. […]-ка-[ра…] 9.27. [………] 9.28. […]-рен Хепу 9.29. […]-ка Неб-ен-наті 9.30. […]-ка-[…] Бебнем | 9.31. […]-ка-[…] 10.1. І[у-ф-…] 10.2. Сутех, Сетх 10.3. Суну 10.4. Гор-[…] 10.5. [………] 10.6. [………] 10.7. Ніб-[еф] 10.8. Мері-[…] 10.9. Пенесет-ен-сепет 10.10. Хер-хмут-шепсут 10.11. Хуї-хмут |
| Убенра                                                         | 1690                 | 8.11. […убен]-ра | | 8.13. Херу-іб-ра 8.14. Неб-сен-ра 8.15. [……]-ра 8.16. Сехепер-ен-ра 8.17. Джед-Херу-ра 8.18. Санх-іб-ра 8.19. [Ка]-нефер-тем-ра 8.20. Сехем-[…]-ра 8.21. Ка-кемет-ра 8.22. Нефер-іб-ра 8.23. І[……]-ра 8.24. Хаї-[…]-ра [Хуї-…] 8.25. Аа-ка-ра-[…] 8.26. Семен-[…]-ра 8.27. Джед-[…]-ра | 9.1. [……]-ра 9.2. [………] 9.3. [………] 9.4. [………] 9.5. […-ра-…] 9.6. […-ра-…] 9.7. Сенефер-[…]-ра 9.8. Мен-[іб]-ра 9.9. Джед-[…]-ра 9.10. [………] 9.11. [………] 9.12. [………] 9.13. [………] 9.14. Іненек-[…] 9.15. І-неб-[…] | 9.16. І-п[…] 9.17. Хаб-[…] 9.18. Ба \< і >-[…],Са-[…] 9.19. Хепу 9.20. Шемсу 9.21. Мені-[…] 9.22. Ур-ка-[…] 9.23. [………] 9.24. [………] 9.25. […]-ка-[ра…] 9.26. […]-ка-[ра…] 9.27. [………] 9.28. […]-рен Хепу 9.29. […]-ка Неб-ен-наті 9.30. […]-ка-[…] Бебнем | 9.31. […]-ка-[…] 10.1. І[у-ф-…] 10.2. Сутех, Сетх 10.3. Суну 10.4. Гор-[…] 10.5. [………] 10.6. [………] 10.7. Ніб-[еф] 10.8. Мері-[…] 10.9. Пенесет-ен-сепет 10.10. Хер-хмут-шепсут 10.11. Хуї-хмут |
| —                                                              | —                    | 8.12. Аут-іб-ра | | 8.13. Херу-іб-ра 8.14. Неб-сен-ра 8.15. [……]-ра 8.16. Сехепер-ен-ра 8.17. Джед-Херу-ра 8.18. Санх-іб-ра 8.19. [Ка]-нефер-тем-ра 8.20. Сехем-[…]-ра 8.21. Ка-кемет-ра 8.22. Нефер-іб-ра 8.23. І[……]-ра 8.24. Хаї-[…]-ра [Хуї-…] 8.25. Аа-ка-ра-[…] 8.26. Семен-[…]-ра 8.27. Джед-[…]-ра | 9.1. [……]-ра 9.2. [………] 9.3. [………] 9.4. [………] 9.5. […-ра-…] 9.6. […-ра-…] 9.7. Сенефер-[…]-ра 9.8. Мен-[іб]-ра 9.9. Джед-[…]-ра 9.10. [………] 9.11. [………] 9.12. [………] 9.13. [………] 9.14. Іненек-[…] 9.15. І-неб-[…] | 9.16. І-п[…] 9.17. Хаб-[…] 9.18. Ба \< і >-[…],Са-[…] 9.19. Хепу 9.20. Шемсу 9.21. Мені-[…] 9.22. Ур-ка-[…] 9.23. [………] 9.24. [………] 9.25. […]-ка-[ра…] 9.26. […]-ка-[ра…] 9.27. [………] 9.28. […]-рен Хепу 9.29. […]-ка Неб-ен-наті 9.30. […]-ка-[…] Бебнем | 9.31. […]-ка-[…] 10.1. І[у-ф-…] 10.2. Сутех, Сетх 10.3. Суну 10.4. Гор-[…] 10.5. [………] 10.6. [………] 10.7. Ніб-[еф] 10.8. Мері-[…] 10.9. Пенесет-ен-сепет 10.10. Хер-хмут-шепсут 10.11. Хуї-хмут |

#### XV династія
(також називається Гіксоською династією)
- Е. Бікерман не відділяє її від XVI династії й не подає дат.
- 1648/1645-1539/1536 рр. до н. е. (бл. 110 років) — за Ю. фон Бекератом.
- ? — близько 1530 рр. до н. е. (?) — за Е. Горнунґом, Р. Крауссом і Д. Ворбертоном.

| Фараон                     | Зображення | Примітки | Правління                     |
| -------------------------- | ---------- | -------- | ----------------------------- |
| Салітіс                    | —          |          | ?                             |
| Шеші                       | —          |          | ?                             |
| Якубхер                    | —          |          | ?                             |
| Хіан                       | —          |          | ?                             |
| Апопі I (Апофіс, Ааусерра) |            |          | 1585 до н. е. — 1545 до н. е. |
| Апопі II                   | —          |          | ?                             |
| Хамуді                     | —          |          | 1555 до н. е — 1544 до н. е.? |

#### XVI династія
(також називається Гіксоською династією або династією гіксосів-васалів)
- Е. Бікерман не відділяє її від XV династії й не подає дат.
- Ю. фон Бекерат зауважує, що вона правила поряд із XV династією, і не подає дат.
- Е. Горнунґ, Р. Краусс і Д. Ворбертон не відділяють її від XVII династії й не подають точних дат.

Ймовірно до цієї династії належали щонайбільше 32 незначні фараони, сучасники XV та/або XVII династій.
| Фараон          | Зображення | Примітки | Правління |
| --------------- | ---------- | --- | --------- |
| […]             | —          | Ім'я першого фараона династії записано в Туринському царському папірусі, але місце запису дуже ушкоджене й не підлягає відновленню | ?         |
| Джехуті         | —          | | ?         |
| Себекхотеп VIII | —          | | ?         |
| Неферхотеп III  | —          | | ?         |
| Ментухотеп VI   | —          | | ?         |
| Небереау I      | —          | | ?         |
| Небереау II     | —          | | ?         |
| Семенра         | —          | | ?         |
| Бебіанх         | —          | | ?         |
| […]             | —          | Імена ще п'яти фараонів записано в туринському царському папірусі, але місце запису дуже ушкоджене й не підлягає відновленню       | ?         |

#### Абідосська династія
| Ім'я          | Зображення | Примітки                              | Роки правління |
| ------------- | ---------- | ------------------------------------- | -------------- |
| Вепуаветемсаф |            | Міг належати до пізньої XVI династії  |                |
| Пентіні       |            | Міг належати до пізньої XVI династії  |                |
| Сенааїб       |            | Міг належати до пізньої XIII династії |                |
| Сенебкай      |            | Гробницю виявлено 2014 року.          |                |

#### XVII династія
- ?- 1580 р. до н. е. (?) — за Е. Бікерманом.
- близько 1645–1550 рр. до н. е. (бл. 100 років) — за Ю. фон Бекератом.
- ?- 1540 рр.. до н. е. (?) — за Е. Горнунґом, Р. Крауссом і Д. Ворбертоном.

До цієї династії зараховують щонайбільше 15 фараонів-єгиптян з Уасету (Фів), що правили одночасно з гіксосами.
| Фараон           | Зображення | Примітки | Правління                     |
| ---------------- | ---------- | -------- | ----------------------------- |
| Рахотеп          | —          |          | 1650 до н. е. -?              |
| Себекемсаф I     | —          |          |                               |
| Ініотеф VI       | —          |          |                               |
| Ініотеф VII      |            |          |                               |
| Ініотеф VIII     |            |          |                               |
| Себекемсаф II    |            |          |                               |
| Таа I Снахтенра  |            |          | бл. 1558 до н. е.             |
| Таа II Секененра |            |          | 1558 до н. е. — 1554 до н. е. |
| Камос            |            |          | 1569 до н. е. — 1564 до н. е. |

### Нове царство
- 1580–1085 рр. до н. е. (бл. 500 років, охоплює XVIII, XIX, XX династії) — за Е. Бікерманом.
- 1550–1070/1069 рр. до н. е. (бл. 480 років, охоплює XVIII, XIX, XX династії) — за Ю. фон Бекератом.
- близько 1539–1077 рр. до н. е. (бл. 460 років, охоплює XVIII, XIX, XX династії) — за Е. Горнунґом, Р. Крауссом і Д. Ворбертоном.

#### XVIII династія
- 1580–1314 рр. до н. е. (бл. 265 років) — за Е. Бікерманом.
- 1550–1292 рр. до н. е. (бл. 260 років) — за Ю. фон Бекератом.
- близько 1539–1292 рр. до н. е. (бл. 250 років) — за Е. Горнунґом, Р. Крауссом і Д. Ворбертоном.

| Фараон                  | Зображення | Примітки | Правління            |
| ----------------------- | ---------- | -------- | -------------------- |
| Яхмос I                 |            |          | 1550 — 1525 до н. е. |
| Аменхотеп I             |            |          | 1525 — 1504 до н. е. |
| Тутмос I                |            |          | 1504 — 1492 до н. е. |
| Тутмос II               |            |          | 1492 — 1479 до н. е. |
| Хатшепсут (цариця)      |            |          | 1479 — 1458 до н. е. |
| Тутмос III              |            |          | 1479 — 1425 до н. е. |
| Аменхотеп II            |            |          | 1428 — 1397 до н. е. |
| Тутмос IV               |            |          | 1397 — 1388 до н. е. |
| Аменхотеп III           |            |          | 1388 — 1351 до н. е. |
| Аменхотеп IV / Ехнатон  |            |          | 1351 — 1334 до н. е. |
| Сменхкара               |            |          | 1337 — 1333 до н. е. |
| Тутанхатон / Тутанхамон |            |          | 1333 — 1323 до н. е. |
| Еє                      |            |          | 1323 — 1319 до н. е. |
| Хоремхеб                |            |          | 1319 — 1292 до н. е. |

#### XIX династія
- 1314–1200 рр. до н. е. (бл. 115 років) — за Е. Бікерманом.
- 1292–1186/1185 рр. до н. е. (бл. 105 років) — за Ю. фон Бекератом.
- 1292–1191 рр. до н. е. (бл. 100 років) — за Е. Горнунґом, Р. Крауссом і Д. Ворбертоном.

| Фараон            | Зображення | Примітки | Правління            |
| ----------------- | ---------- | -------- | -------------------- |
| Рамзес I          |            |          | 1292 — 1291 до н. е. |
| Сеті I            |            |          | 1290 — 1279 до н. е. |
| Рамзес II Великий |            |          | 1279 — 1212 до н. е. |
| Мернептах         |            |          | 1212 — 1202 до н. е. |
| Аменмес           |            |          | 1200 — 1187 до н. е. |
| Сеті II           |            |          | 1202 — 1196 до н. е. |
| Саптах            |            |          | 1195 — 1189 до н. е. |
| Таусерт (цариця)  |            |          | 1188 — 1186 до н. е. |

#### XX династія
(також називається династією Рамесидів)
- 1200–1085 рр. до н. е. (бл. 115 років) — за Е. Бікерманом.
- 1186/1185-1070/1069 рр. до н. е. (бл. 116 років) — за Ю. фон Бекератом.
- 1190–1077 рр. до н. е. (бл. 113 років) — за Е. Горнунґом, Р. Крауссом і Д. Ворбертоном.

| Фараон                  | Зображення | Примітки | Правління            |
| ----------------------- | ---------- | -------- | -------------------- |
| Сетнахт, Протей Г?      |            |          | 1186 — 1184 до н. е. |
| Рамсес III, Рампсиніт Г |            |          | 1184 — 1153 до н. е. |
| Рамсес IV               |            |          | 1153 — 1147 до н. е. |
| Рамсес V                |            |          | 1147 — 1143 до н. е. |
| Рамсес VI               |            |          | 1143 — 1136 до н. е. |
| Рамсес VII              |            |          | 1136 — 1129 до н. е. |
| Рамсес VIII             |            |          | 1129 — 1126 до н. е. |
| Рамсес IX               |            |          | 1126 — 1108 до н. е. |
| Рамсес X                |            |          | 1108 — 1099 до н. е. |
| Рамсес XI               |            |          | 1099 — 1069 до н. е. |
| Герігор                 |            |          | 1086 — 1080 до н. е. |

### Третій перехідний період
- 1085–664 рр. до н. е. (бл. 420 років, охоплює XXI, XXII, XXIII, XXIV, XXV династії) — за Е. Бікерманом.
- 1070/1069-бл. 655 рр. до н. е. (бл. 415 років, охоплює XXI, XXII, XXIII, XXIV, XXV династії) — за Ю. фон Бекератом.
- близько 1076–723 рр. до н. е. (бл. 355 років, охоплює XXI, XXII, XXIII, XXIV династії)[вин. 13] — за Е. Горнунґом, Р. Крауссом і Д. Ворбертоном.

#### XXI династія
- 1085–950 рр. до н. е. (135 років) — за Е. Бікерманом.
- 1070/1069-946/945 рр. до н. е. (бл. 125 років) — за Ю. фон Бекератом.
- близько 1076–944 рр. до н. е. (бл. 130 років) — за Е. Горнунґом, Р. Крауссом і Д. Ворбертоном.

| Фараон                  | Зображення | Примітки | Правління            |
| ----------------------- | ---------- | -------- | -------------------- |
| Несубанебджед / Смендес | —          |          | 1077 — 1051 до н. е. |
| Аменемнісу              | —          |          | 1051 — 1047 до н. е. |
| Псусеннес I             |            |          | 1047 — 1001 до н. е. |
| Аменемопет              |            |          | 1001 — 992 до н. е.  |
| Осоркон Старший         |            |          | 992 — 986 до н. е.   |
| Сіамон                  |            |          | 986 — 967 до н. е.   |
| Псусеннес II            |            |          | 967 — 943 до н. е.   |

#### XXII династія
(також називається Лівійською династією та династією Бубастидів)
- 950–730 рр. до н. е. (220 років) — за Е. Бікерманом.
- 946/945 — близько 735 рр. до н. е. (бл. 210 років) — за Ю. фон Бекератом.
- 943 — близько 746 рр. до н. е. (бл. 200 років) — за Е. Горнунґом, Р. Крауссом і Д. Ворбертоном.

| Фараон                                | Зображення | Примітка | Роки правління     |
| ------------------------------------- | ---------- | -------- | ------------------ |
| Шешонк I, Асіхіс Г?                   |            |          | 943 — 922 до н. е. |
| Осоркон I                             |            |          | 922 — 887 до н. е. |
| Шешонк II                             |            |          | 887 — 885 до н. е. |
| Такелот I                             |            |          | 885 — 872 до н. е. |
| Осоркон II                            |            |          | 872 — 837 до н. е. |
| Такелот II                            |            |          | 840 — 815 до н. е. |
| Шешонк III                            |            |          | 837 — 798 до н. е. |
| Шешонк IV                             |            |          | 798 — 785 до н. е. |
| Памі                                  |            |          | 785 — 778 до н. е. |
| Шешонк V                              |            |          | 778 — 740 до н. е. |
| Петубастіс II (Педубаст Схетепібенра) |            |          | 743 — 733 до н. е. |
| Осоркон IV (Аахеперра Сетепенамон)    |            |          | 733 — 715 до н. е. |

#### XXII/XXIII династія (Верхній Єгипет)
(В. Є. — Верхньоєгипетська династія, XXII — за Ю. фон Бекератом, XXIII — за Е. Горнунґом, Р. Крауссом і Д. Ворбертоном, також називається Лівійською династією)
- У хронології Е. Бікермана вона не фігурує.
- близько 870–730 (бл. 140 років) — за Ю. фон Бекератом.
- В хронології Е. Горнунґа, Р. Краусса і Д. Ворбертона вона фігурує без точних дат.

#### XXIII династія
(Нижньоєгипетська династія, також називається Лівійською)
- 817–730 рр. до н. е. (87 років) — за Е. Бікерманом.
- близько 756–714/712 рр. до н. е. (бл. 44-42 років) — за Ю. фон Бекератом.
- близько 730-? рр. до н. е. (?) — за Е. Горнунґом, Р. Крауссом і Д. Ворбертоном.

До династії належали різні правителі Нижнього Єгипту: в Гераклеополі, Леонтополі й Танісі.
- Петубастіс I (Педубаст I Усермаатра Сетепенамон) (818 — 793 до н. е.)
- Іупут I (804 — 783 до н. е.)
- Шешонк IV (783 — 777 до н. е.)
- Осоркон III (Усермаатра Сетепенамон) (777 — 749 до н. е.)
- Такелот III (Усермаатра) (754 — 734 до н. е.)
- Рудамон (Усермаатра Сетепенамон) (734 — 731 до н. е.)
- Іні (731 — 720 до н. е.)

#### XXIV династія
- 730–715 рр. до н. е. (15 років) — за Е. Бікерманом.
- близько 740–714/712 рр. до н. е. (бл. 28-26 років) — за Ю. фон Бекератом.
- близько 736–723 рр. до н. е. (бл. 13 років) — за Е. Горнунґом, Р. Крауссом і Д. Ворбертоном.

- Тефнахт I, Шепсесра, Онисій Г? (731 — 723 до н. е.)
- Бокхоріс, Бакенренеф Уахкара, Анісій Г? (723 — 717 до н. е.)

#### XXV династія
(також називається Кушитською або Ефіопською династією)
- близько 715–664 рр. до н. е. (бл. 50 років) — за Е. Бікерманом.
- прибл. до 746 — близько 655 рр. до н. е. (бл. 90 років) — за Ю. фон Бекератом.
- близько 722 — близько 655 рр. до н. е. (бл. 70 років) — за Е. Горнунґом, Р. Крауссом і Д. Ворбертоном.

Поділ на Третій перехідний період і Пізній період умовний, тож деякі єгиптологи зараховують XXV династію до Пізнього періоду (зокрема, Е. Горнунґ, Р. Краусс і Д. Ворбертон у своїй праці «Хронология Древнего Египта»). У цьому списку XXV династія належить до Третього перехідного періоду, відповідно до усталеної традиції. XXV династія була загарбницька й чужинська, інші її представники правили в царстві Куш (див. Список правителів Кушу).
- Алара (785 до н. е. — 760 до н. е.)
- Кашта (грецьк. Ксет) (760 до н. е.-752 до н. е..)
- Піанхі (Пі Сенеферра) (752 — 717 до н. е.)
- Шабака, Неферкара, Сабак Г (717 — 703 до н. е.)
- Шабатака (Джедкаура) (703 — 690 до н. е.)
- Тахарка, Нефертумхура, Тіргака, Сетос Г? (690 — 664 до н. е.)
- Тануатамон (Танутамані Бакара, Тальтамон) (664 — 656 до н. е.)

### Пізнє царство
- 664–343 рр. до н. е. (321 рік, охоплює XXVI, XXVII, XXVIII, XXIX, XXX династії) — за Е. Бікерманом.
- 664–336/335 рр. до н. е. (328/329 років, охоплює XXVI, XXVII, XXVIII, XXIX, XXX, XXXI династії) — за Ю. фон Бекератом.
- близько 722–332 рр. до н. е. (бл. 390 років, охоплює XXV[вин. 13], XXVI, XXVII, XXVIII, XXIX, XXX династії і другий Перський період[вин. 14]) — за Е. Горнунґом, Р. Крауссом і Д. Ворбертоном.

#### XXVI династія
(також називається Саїською династією)
- 664–525 рр. до н. е. (139 років) — за Е. Бікерманом.
- 664–525 рр. до н. е. (139 років) — за Ю. фон Бекератом.
- 664–525 рр. до н. е. (139 років) — за Е. Горнунґом, Р. Крауссом і Д. Ворбертоном.

- Амеріс (715 — 695 до н. е.)
- Тефнахт II (695 — 688 до н. е.)
- Некауба (688 — 672 до н. е.)
- Нехо I, Менхеперра, Нехо Г (672 — 664 до н. е.)

| Прийняте ім'я   | Прийняте ім'я      | Еллінізовані імена за античними авторами, що цитують Манефона |
| 1.Псамметіх I   | (664-610 до н. е.) | Псамметіхос I, Псаммутіс I, Псамметіх Г                       |
| 2.Нехо II       | (610-595 до н. е.) | Нехао II, Нехо Г                                              |
| 3.Псамметіх II  | (595-589 до н. е.) | Псамметіхос II, Псаммутіс II, Псамміт Г                       |
| 4.Апрій         | (589-570 до н. е.) | Куафріс, Апрій Г                                              |
| 5.Яхмос II      | (570-526 до н. е.) | Амасіс II, Амасид Г                                           |
| 6.Псамметіх III | (526-525 до н. е.) | Псаммехрітос                                                  |

|                                                                 |                                                                              |                                       |                                                           |                                                               | |
| Псамметіх I підносить дари Ра-Хорахте. Рельєф, гробниця Пабаса. | Невелика статуя на колінах — ймовірно, зображає Нехо II. Бруклінський музей. | Статуя Неферібра Псамметіха II. Лувр. | Статуя Апрія. Лувр. Promptuarii Iconum Insigniorum (1553) | Фрагмент статуї Яхмоса ІІ (Амасіса ІІ). Старий музей. Берлін. | Перський цар Камбіс, що бере в полон фараона Псамметіха III. Зображення на перській печатці. VI ст. до н. е. |

#### XXVII династія
(також називається Перською династією)
- 525–331 рр. до н. е. (190 років) — за Е. Бікерманом
- 525–401 рр. до н. е. (124роки) — за Ю. фон Бекератом
- 525–404 рр. до н. е. (121 рік) — за Е. Горнунґом, Р. Крауссом і Д. Ворбертоном

| Прийняте ім'я        | Прийняте ім'я      | Єгипетське ім'я   | Давньоперське ім'я |
| 1.Камбіс II          | (525-522 до н. е.) | Кембічет Месут-Ра | Камбӯджія II       |
| 2.Бардія             | (522 до н. е.)     | —                 | —                  |
| 3.Дарій I            | (521-486 до н. е.) | Інтіріуш Сетутра  | Дараявауш I        |
| 4.Ксеркс I           | (486-465 до н. е.) | Хашіарша          | Хшаяршан           |
| 5.Артаксеркс I       | (465-424 до н. е.) | Артахешес         | Артахшасса I       |
| 6.Ксеркс II          | (424 до н. е.)     | —                 | Хашāйāршā II       |
| 7.Согдіан (Секудіан) | (424-423 до н. е.) | —                 | —                  |
| 8.Дарій II           | (423-405 до н. е.) | —                 | Дараявауш II       |

| |                                            |                                                                                       |                                                                                  |                                                 |
| Перський цар Камбіс бере в полон фараона Псамметіха III. Зображення на перській печатці. VI ст. до н. е. | Зображення Дарія I на давньогрецькій вазі. | Рельєфне зображення перського царя (ймовірно, Ксеркса I) на стіні палацу в Персеполі. | Портрет Артаксеркса I зі збірки біографій Promptuarii Iconum Insigniorum (1553). | Гадана могила Дарія II в некрополі Накше-Рустам |

#### XXVIII династія
- 404–399 рр. до н. е. (5 років) — за Е. Бікерманом
- 404/401-399 рр. до н. е. (2-5 років) — за Ю. фон Бекератом
- 404–399 рр. до н. е. (5 років) — за Е. Горнунґом, Р. Крауссом і Д. Ворбертоном

| Прийняте ім'я | Прийняте ім'я      | Еллінізовані імена за античними авторами, що цитують Манефона |
| 1.Аміртей I   | (460-454 до н. е.) | Аменірдіс                                                     |
| 2.Інар        | (454-408 до н. е.) | Інарос                                                        |
| 3.Паусіре     | (408-404 до н. е.) | Паусіріс                                                      |
| 4.Аміртей II  | (404-399 до н. е.) | Аменірдіс                                                     |

#### XXIX династія
- 399–380 рр. до н. е. (19 років) — за Е. Бікерманом
- 399–380 рр. до н. е. (19 років) — за Ю. фон Бекератом
- 399–380 рр. до н. е. (19 років) — за Е. Горнунґом, Р. Крауссом і Д. Ворбертоном

| Прийняте ім'я | Прийняте ім'я          | Тронне ім'я           | Еллінізовані імена за античними авторами, що цитують Манефона |
| 1.Неферіт I   | (399–393 рік до н. е.) | Баенра Мерінечеру     | —                                                             |
| 2.Псаммут     | (393–393 до н. е.)     | Усер-Ра-сетеп-ен-Птах | —                                                             |
| 3. Ахоріс     | (393–380 до н. е.)     | Хенем-Маат-Ра         | —                                                             |
| 4.Неферіт II  | (380–380 до н. е.)     | —                     | Неферітос                                                     |

|                                    |                                                                          |                                                                             |
| Сфінкс із іменем Неферіта I. Лувр. | Фрагмент рельєфу з іменем фараона Псаммута. Метрополітен-музей. Нью-Йорк | Царський сфінкс із іменем фараона Ахоріса. Базальт. Знайдений у Римі. Лувр. |

#### XXX династія
- 380–343 рр. до н. е. (37 років) — за Е. Бікерманом
- 380–342 рр. до н. е. (38 років) — за Ю. фон Бекератом
- 380–343 рр. до н. е. (37 років) — за Е. Горнунґом, Р. Крауссом і Д. Ворбертоном

| Прийняте ім'я | Прийняте ім'я      | Еллінізовані імена за античними авторами, що цитують Манефона |
| 1.Нектанеб I  | (380-362 до н. е.) | Нектанебос                                                    |
| 2.Тахос       | (362-360 до н. е.) | Теос, Таос, Тамус                                             |
| 3.Нектанеб II | (360-342 до н. е.) | Нектанебос                                                    |

|             |                    |                                                                  |
| Нектанеб I. | Стела Нектанеба I. | Голова статуї Нектанеба II. Музей образотворчого мистецтва, Ліон |

#### XXXI династія
(також час правління цієї династії називають Другим Перським періодом)
- У хронології Е. Бікермана вона не фігурує[2].
- 342–332 рр. до н. е. (10 років) — за Ю. фон Бекератом[3].
- 343–332 рр. до н. е. (11 років) — за Е. Горнунґом, Р. Крауссом і Д. Ворбертоном[4].

У 338 р. до н. е. незалежність Єгипту частково поновлено, і фараоном став Хабабаш. Деякі вчені зараховують його до цієї умовної династії.
| Прийняте ім'я           | Прийняте ім'я      | Давньоперське ім'я |
| 1. Артаксеркс III Ох    | (342–338 до н. е.) | Артахшаса III      |
| 2.Артаксеркс IV (Арсес) | (338–336 до н. е.) | Артахшаса IV       |
| 3.Дарій III Кодоман     | (335–332 до н. е.) | Дараявауш III      |

|                                       |                                                    |                                               |
| Гробниця Артаксеркса III в Персеполі. | Імперія Ахеменідів у часи правління XXXI династії. | Дарій III у битві з Александром Македонським. |

## Елліністичний період
Македонська династія (Аргеадів)
- Александр I Великий (333–323 до н. е.)
- Філіп I (323–317 до н. е.)
- Александр IІ (316–309 до н. е.)
- Геракл І (309 до н. е.)

Династія Птолемеїв (Лагідів)
- Птолемей I Сотер Лагідів (306 — 283 до н. е.)
- Птолемей II Філадельф (283 — 246 до н. е.)
- Птолемей III Евергет (246 — 222 до н. е.)
- Птолемей IV Філопатор (221 — 205 до н. е.)
- Птолемей V Епіфана (205 — 180 до н. е.)
- Птолемей VI Філометор (180 — 145 до н. е.)
- Птолемей VII Неос Філопатор (170 — 164 до н. е.)
- Птолемей VIII Евергет Фіскон (145 р. до н. е.)
- Птолемей VII (145 — 116 до н. е.)
- Птолемей IX Сотер Латір (116 — 108 до н. е.)
- Птолемей Х Александр IІІ (108 — 89 до н. е.)
- Птолемей IX Сотер Латір (89 — 81 до н. е.)
- Птолемей XI Александр IV (80 р. до н. е.)
- Птолемей XII Неос Діоніс Філопатор Авлет (80 — 58 рр. до н. е.)
- Береніка IV (58 — 56 рр. до н. е.)
- Архелай (56 до н. е.)
- Птолемей XII Неос Діоніс (56 — 51 до н. е.)
- Птолемей XIII Діоніс (51 — 47 до н. е.)
- Клеопатра VII Філопатор (47 — 30 до н. е.)
- Птолемей XIV Неотерос (47 — 44 до н. е.)
- Птолемей XV Цезаріон (44 — 30 до н. е.)
- Октавіан Август (30 - 27)

## Після Птолемеїв
Титул Фараона успадкував названий брат Цезаріона Август, то ж надалі титул закріплюється за римськими імператорами.